# 日本の鉄道信号
日本の鉄道信号（にほんのてつどうしんごう、英語: Japanese railway signal）では、日本の「鉄道に関する技術上の基準を定める省令」における鉄道信号の信号・合図・標識のうち、信号について説明する。この省令において信号は、係員に対して、列車または車両を運転するときの条件を現示（げんじ）するものと定義している。
この項目で特に断りなく白灯と書いてある場合は、厳密な純白ではない（概ね白熱電球色である）。単位については、「m」はメートル、「km/h」はキロメートル毎時を示す。

## 概要
形・色・音などによって定められた運転条件を指示するものが「信号」であり、この信号が表す符号を「現示」と呼ぶ。そして、「信号」を「現示」する機構として「信号機」が設けられる。
日本では、当初イギリスから技術を取り入れて鉄道を発展させたため、イギリス流のルートシグナルの考えからはじまった。しかし、列車の速度が向上するにつれ、進行現示と停止現示の中間となる現示が登場し、その中間となる現示にそれぞれ制限速度を定めた結果スピードシグナルの概念も取り入れられた。
信号の方式としては「地上信号方式」と「車内信号方式」の2つに大別されるが、更に「地上信号方式」を区分すると「腕木式機械信号機」と「色灯式電気信号機」の2つに区分される。しかし、腕木式機械信号機は現在、ほとんど使用されていない。

## 信号機
信号機の種類では「車内信号」を除いて一定の場所に常置されている「常置信号機」がほとんどであるが、工事時に用いられる「臨時信号機」、信号機が故障している場合などで用いられる「手信号」、事故や災害の時に使用される「特殊信号」などが存在する。

信号機は現示は見通しとその後の処置が行えるように示さなければならない。そして、信号機が故障していれば安全側の現示（通常は停止現示）を示すようになっている。

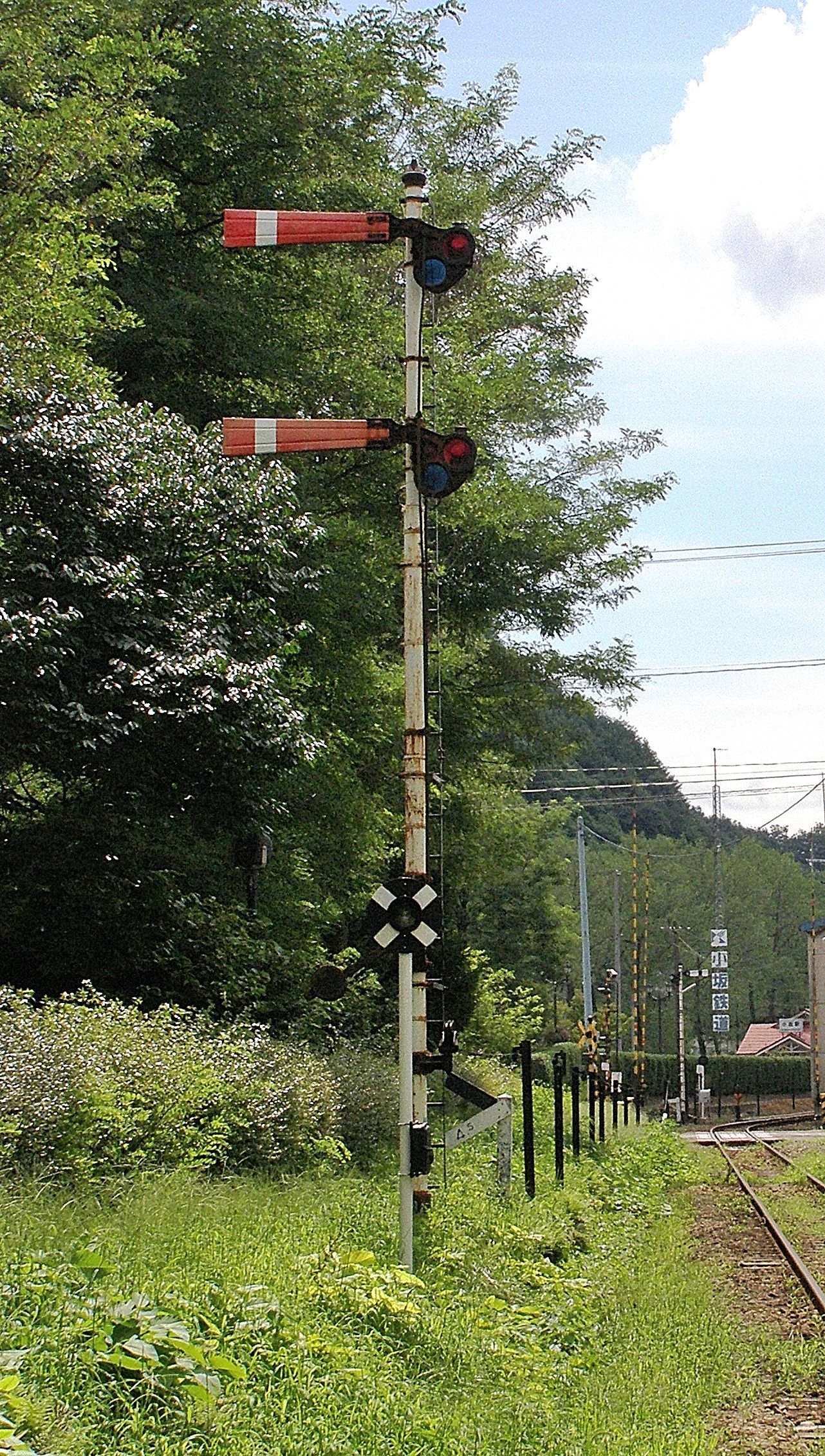
腕木式信号機 小坂鉄道小坂駅（現在は廃止）

古くは手動での信号リバー操作に連動して動作する腕木式信号機が用いられたが、日本国内で現存するものはわずかであり、ほとんどが色灯式信号機に移行している。

### 常置信号機
沿線や車両基地内などに一定の場所に常置して信号を現示する場内・出発・閉塞・誘導・入換信号機のことである。日本では列車は左側通行を基本とするため、原則としてその線路の直上または左側に設置する。ただし、建築限界や架線との関係や、カーブなどでの視認性、除雪作業などを考慮して右側に設置することもある。線路が2つ以上隣接している場合は線路の配列順に設置して所属する線路が判別できるようにしている。また、場内・出発・閉塞・遠方信号機の信号現示の確認可能の距離は600 m以上を原則とし、地形などの特別の理由がある場合には200 m以上としている。確保できない場合は中継信号機を用いるなどする。進路表示機・入換信号機・中継信号機の信号現示の確認可能の距離は200 m以上とし、誘導信号機の信号現示の確認可能の距離は100 m以上としている。そして、信号機の機構は信号電球の電圧を定格の80 ％にした場合に定められた距離で確認できる性能であることと規定されている。ここでの距離は色灯式・単灯式信号機に取り付けられる背面板からの距離である。
常置信号機の構造や現示などの規定は「鉄道に関する技術上の基準を定める省令」およびその解釈基準で示されているが、具体的な基準は鉄道事業者ごとに制定する。

#### 信号現示の種類と現示方式
|              | 停止                   | 警戒                   | 注意                   | 減速                   | 抑速                   | 進行                   | 高速進行                   |
| ------------ | ---------------------- | ---------------------- | ---------------------- | ---------------------- | ---------------------- | ---------------------- | -------------------------- |
| 二灯式       | 二灯式信号機の停止現示 |                        | 二灯式信号機の注意現示 |                        |                        |                        |                            |
| 二灯式       | 二灯式信号機の停止現示 |                        |                        |                        |                        | 二灯式信号機の進行現示 |                            |
| 三灯式       | 三灯式信号機の停止現示 |                        | 三灯式信号機の注意現示 |                        |                        | 三灯式信号機の進行現示 |                            |
| 四灯式 （A） | 四灯式信号機の停止現示 | 四灯式信号機の警戒現示 | 四灯式信号機の注意現示 |                        |                        | 四灯式信号機の進行現示 |                            |
| 四灯式 （B） | 四灯式信号機の停止現示 |                        | 四灯式信号機の注意現示 | 四灯式信号機の減速現示 | 四灯式信号機の抑速現示 | 四灯式信号機の進行現示 |                            |
| 五灯式 （A） | 五灯式信号機の停止現示 | 五灯式信号機の警戒現示 | 五灯式信号機の注意現示 | 五灯式信号機の減速現示 | 五灯式信号機の抑速現示 | 五灯式信号機の進行現示 |                            |
| 五灯式 （B） | 五灯式信号機の停止現示 |                        | 五灯式信号機の注意現示 |                        |                        | 五灯式信号機の進行現示 | 五灯式信号機の高速進行現示 |
| 六灯式       | 六灯式信号機の停止現示 |                        | 六灯式信号機の注意現示 | 六灯式信号機の減速現示 | 六灯式信号機の抑速現示 | 六灯式信号機の進行現示 | 六灯式信号機の高速進行現示 |

信号機の現示と車両位置のイメージ図（五灯式A）
車両の位置や場内・出発信号機の現示により、閉塞信号の現示が変化する。実際は、先行列車との距離を保つため赤信号（停止指示）は2つ以上連続している。

日本の鉄道においては現示方式により、1閉塞区間を運転条件とする「二位式」と2閉塞区間以上を運転条件とする「三位式」の2つの種類があり、二位式の場合は「緑色」と「赤色」の二色を基本的な現示とし、三位式は「緑色」と「橙黄（とうおう）色」と「赤色」の三色を基本的な現示とした色灯式信号機を採用している。道路信号に似ているように見えるが、点灯の順番が逆（緑→赤→黄→緑）であったり、点灯している色の組み合わせ（信号現示）によってその先の閉塞区間の制限速度を表示することが道路上の信号との最大の違いである。速度制限標識などで、その区間の信号現示の制限速度以下に制限速度が定められている場合は低い方に従う。
色灯式信号機は灯球が2つ以上の多灯形が主流だが、かつては単灯形も存在していた。単灯形は「サーチライト信号機」と呼ばれ、赤・黄・緑のSA形と赤・緑のSB形が存在した。色ガラスを変えることによって現示を変えた。現在は廃止されている。
多灯形は2 - 6つの電球（=二-六灯式）を使用している。電球には、フィラメントとLEDの2種類がある。前者の方は、フィラメントが二重に取付けられており、それぞれ寿命は5000時間と9000時間である。鉄道用の信号機や標識に用いられるレンズは電球との組み合わせで光学的に確認距離の増大を図れ、さらに透過する色光は色度が厳重に規定されたものを使用する。さらに、信号機に用いられるレンズは焦点距離を短くして光度を増大させ、太陽光線の入射による疑似点灯を防止するために外側に有色、内側に無色のレンズを組み合わせて使用されている。後者の方は、LEDの寿命は設計上約10万時間で、消費電力量は1/3となり、電球式より長くメンテナンスの手間や費用の観点からメリットが大きい。ただし、降雪地帯では電球式と比べ熱の発生が小さいため、レンズに電流を流すことで雪が付着して信号機が見えなくなることを防ぐ。1個のユニット（電球）あたりLED素子が228個（黄・赤）または144個（緑）取り付けられており、入力電圧の適正化を目的にトランスがセットされている。
二灯式には橙黄と赤の組み合わせもあり、これは進行信号を現示する必要がない路線終着駅手前の場内信号機や待避線進入用の場内信号機など、注意信号の制限速度以下の減速を必要とする場所に設置されている。また、路線最高速度が注意信号の制限速度 (45 km/h) とほぼ同等の場合、閉塞信号として利用されることもある。灯球にLEDを使った四灯式には、五灯式と同じ5現示を現示できるものも存在する。一部の進行信号・減速信号を現示しない信号機では緑色灯が、また、注意信号を現示しない三灯式（本来二灯式を使用するが、二灯式の信号を用いない線区がある）では橙黄色が省略されることがある。その場合、空きの場所には灯球1個分のスペースが設けられている。二灯を同時に点灯させる現示の際には視認性を確保するため、灯火間を二灯以上離すのが原則となっており、高速進行信号は灯球を三灯離している。
信号機には現示を背景から分離し見やすくするため、後ろに背板を取り付けており、その形状は場内・出発・閉塞信号機は丸形、従属信号機である遠方・通過信号機は角形である。ただし信号が複数設置され干渉する場合や、背板を設置すると建築限界を支障する場合、干渉・支障がある部分を切り取った形状となっている背板を設置する。さらに信号機が日光を背にする場所においては信号機とは別に背板の後ろに当たるところに遮光用の構造物を設置するが、逆に地下線やトンネル内など、背景が暗く、そもそも背板の必要性が無い場所においては背板が省略され灯具のみが設置される。また、豪雪地帯では灯具に雪避けの囲いが設けられることがある。
各信号現示の制限速度は鉄道事業者や路線により異なる。
| 現示名       | 概要 |
| ------------ | --- |
| 高速進行現示 | 高速進行現示（GG現示）は緑色灯を2灯現示し、130 km/hを超える速度での進行を指示する。現在は京成成田スカイアクセス線で採用されており、「スカイライナー」に対して現示される。 1997年に開通した北越急行ほくほく線で初めて導入されており、同線を走っていた特急「はくたか」に対して現示していたが、当初は130 km/hをこえ140 km/hまでであった。その後、1998年12月から150 km/hに、2002年3月からは160 km/hに引き上げられたが、2015年3月の北陸新幹線開業に伴い特急「はくたか」が廃止され、ほくほく線における高速進行現示は無くなった。一方、京成成田スカイアクセス線では2010年から採用されている。これは大手私鉄としては初めてかつ唯一の採用である。 高速信号現示には六灯式と五灯式があり、3灯の間隔を空けて緑2つを点灯させる「高速進行」が制限なし（路線最高速度160 km/h）、緑1つの「進行」が制限130 km/hを示す。 北越急行では自動列車停止装置であるATS-P形のトランスポンダ車上子、京成は列車選別装置の車上子からの信号を地上側で受信（北越急行では3閉塞手前）して、130 km/h以上での進行が可能な場合に進行現示から高速進行現示に切り替えている。 |
| 進行現示     | 進行現示（G現示）は緑色灯を1灯現示し、その現示箇所を越えて規定の最高速度で進行できる。ほくほく線と京成成田スカイアクセス線では130km/h以下での進行を指示する。車内信号機を使用して運転する場合は、信号現示の速度以下で進行することができる。 |
| 抑速現示     | G現示の下位、YG現示の上位に設けられる。抑速現示（YGF現示）はフリッカー信号とも言われ、緑色灯と橙黄色灯の減速信号の現示を1分間に80回明滅させて、105 km/h以下への減速を指示する。1995年に京浜急行電鉄京急本線・品川駅 - 横浜駅間の最高速度を105 km/hから120 km/hに引き上げる際、閉塞区間を信号機の移設・増設、閉塞数を変更せずにブレーキ距離を確保するために導入された。これにより、抑速現示による速度制限を受けている状態では従前の進行現示と同等の距離で停止でき、最高速度の向上が可能となった。また、2010年開業の京成成田スカイアクセス線にも導入されたが、これに先立ち、全区間共用区間となる北総鉄道北総線にも2009年に先行導入されている。 |
| 減速現示     | 減速現示（YG現示）は、G現示及びYGF現示の下位、Y現示の上位に当たる現示で、緑色灯と橙黄色灯を現示し、次の信号機に注意信号または警戒信号の現示があることを予期する。国鉄では65 km/hまたは75 km/hでの進行を指示していた。 |
| 注意現示     | 注意現示（Y現示）は橙黄色を1灯点灯させ、次の信号機に停止信号もしくは警戒信号の現示または停止位置があることを予期する。国鉄では45 km/hまたは55 km/hでの進行を指示していた。 |
| 警戒現示     | 警戒現示（YY現示）は橙黄色を2灯現示し、次の信号機に停止信号の現示または停止位置があることおよび、閉塞区間が短く過走余裕距離が短いなど停止信号の冒進が許されない場合に現示する。進行を指示する速度は25 km/hであるが、速度照査機能を有する列車は停止できる範囲でこれに代わる速度を現示することができる。 |
| 停止現示     | 停止現示（R現示）は赤色灯を1灯現示し、その信号機を超えて進行してはならないことを指示する。ただし、信号機故障などにより運転指令からの指示があれば停止現示を超えて運転することができる。（無閉塞運転を参照） また、信号機に併設の誘導信号機や入換信号機の現示があれば、停止現示を超えて運転することができる。 |

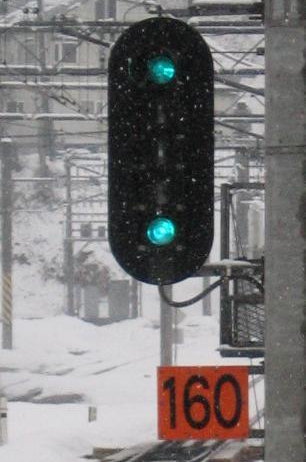
5灯式の高速進行現示（北越急行ほくほく線）
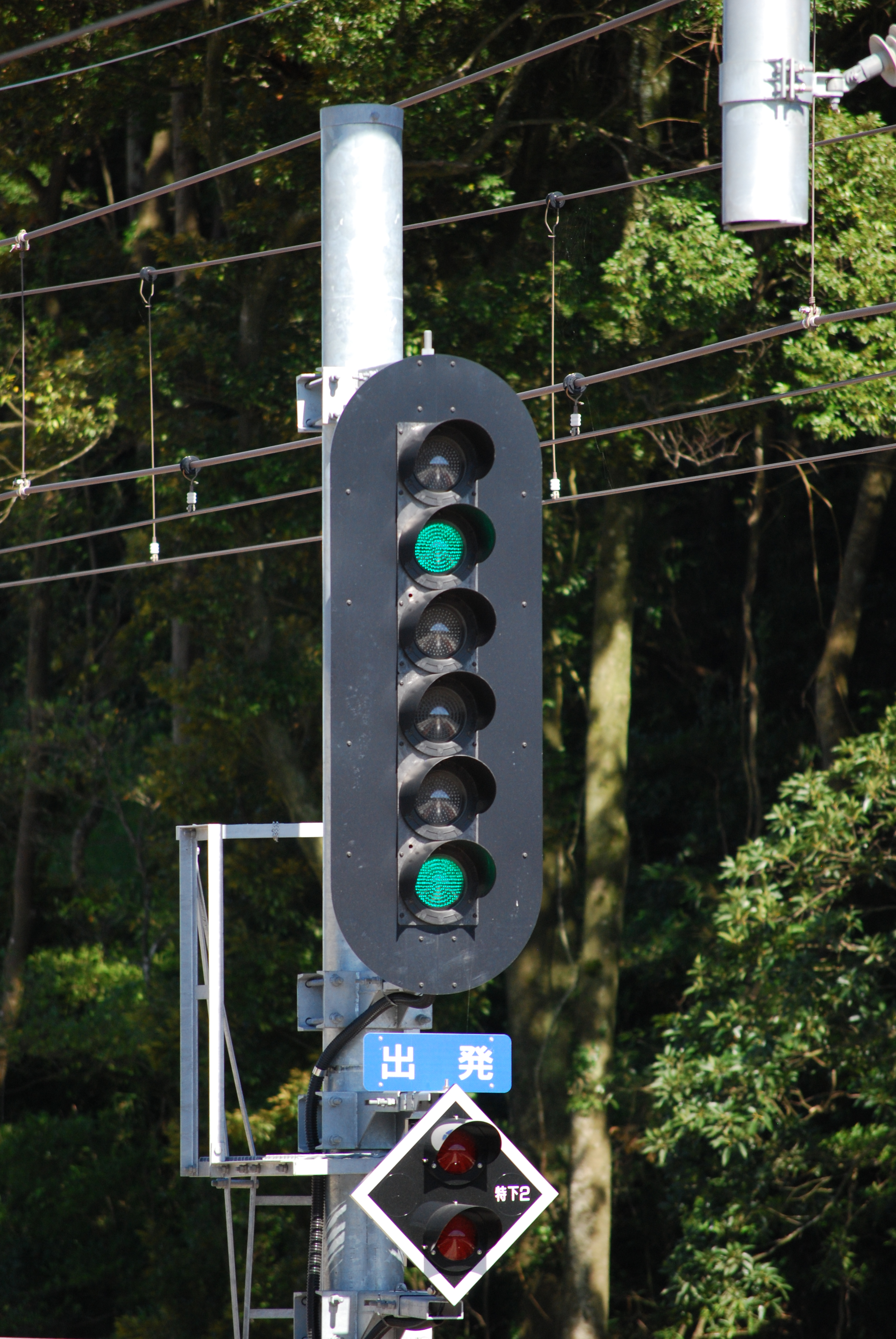
6灯式の高速進行現示（京成成田スカイアクセス線）
抑速信号現示

### 主信号機
主信号機は、その信号機が防護する（他の列車がいないことを保証する）防護区間を持つ。主信号機の防護区間を、信号機の「内方」と呼ぶ。主信号機よりも手前側は「外方」と呼ばれる。ただし、非自動閉塞方式の場合の出発信号機は防護区間を持たず、信号機の先の進路が開通しているか（分岐器が正しい方向に開通しているか）を示すだけである。非自動閉塞方式の場合は信号機が進行でも、通票がなければ（通票等を用いない連査閉塞式・連動閉塞式・双信閉塞式は除く）駅を出発することができない。

#### 場内信号機

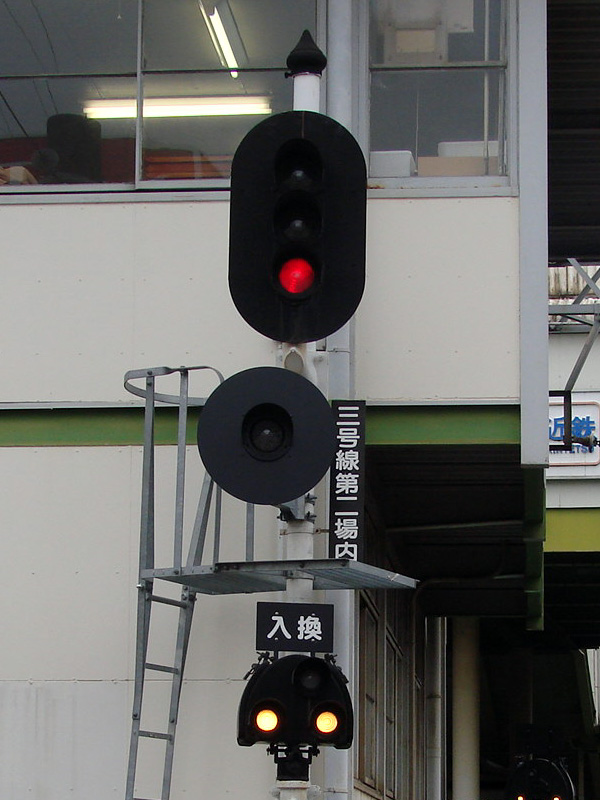
近鉄古市駅の第二場内信号機（停止現示）
単灯の信号機は誘導信号機

列車に対して停車場内への進入の可否と開通している進路を指示し、停車場内外の境界を示す信号機。運転用語では「場内」と呼ぶ。後述の閉塞信号機とは違い場内信号機は駅の管理下であり駅長の意思を表す信号機なので、この信号機には逆らって無閉塞運転をすることが許されない（絶対信号機）。複数の進路がある場合、主本線・副本線それぞれで信号機を設け、副本線の信号機は主本線のものの下位に設ける。この信号機は対向分岐器の先端軌条または、背向分岐器の車両接触限界から外方に100 m以上離れた位置に設けられる。ただし、列車の駅間最高速度が100 km/h以下の場合は80 mまでに縮小できる。また、ATSを併設している場合も縮小可能。
車内信号が採用されている区間でも閉塞区間を示す必要があるため、代替として場内標識が設置される。
腕木式によって設置する場合は、赤色地の方形板に白色の帯線を入れた羽が用いられていた（出発信号機も同様）。
待避線や折り返し設備のない駅には場内信号機の代わりに、閉塞信号機（事業者によっては、場内相当の閉塞信号機と呼ばれる）が設置されている場合もある。こうした駅のことをかつての地方鉄道建設規程から停留所と呼ぶことがある。

#### 出発信号機

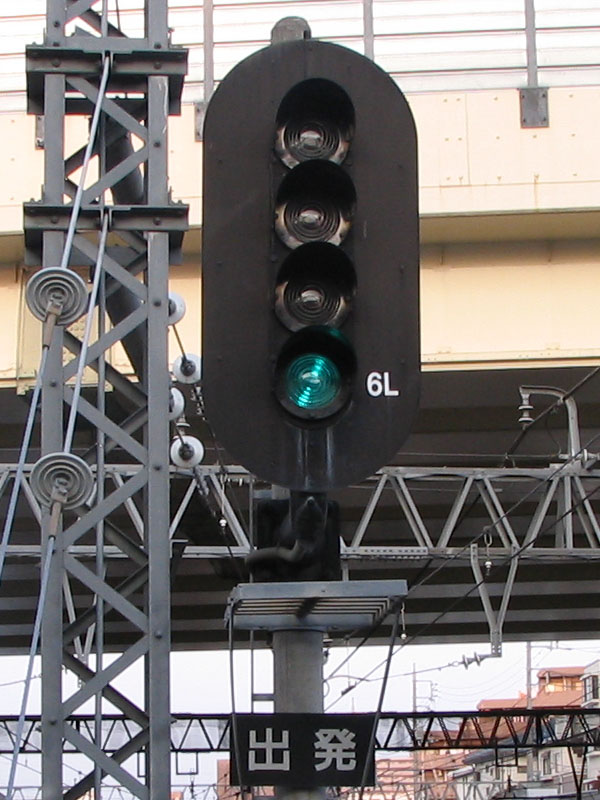
小田急電鉄相模大野駅の出発信号機（進行現示）

列車に対して停車場内から出発の可否と開通している進路を指示し、停車場での停止位置の限界を示す信号機。運転用語では「出発」と呼ぶ。設置位置は対向分岐器のトングレールまたは背向分岐器の車両接触限界の手前である。もし、線路の間隔などの問題で所定の場所に出発信号機を設置できない場合は「列車停止標識」を設置しなければならない。複数の進路がある場合、通過する列車が存在しない場合は進路表示機を用いて1機の信号機のみで設置が可能である（通過する列車が存在する場合は進路の数に応じた信号機を設置しなければならない）。転轍器が無い線路や、転轍器が常時鎖錠されている場合は設けないこともある。
列車に乗務する車掌から出発信号機がカーブなどで視認できない場合は出発反応標識がホーム上に併設される。また、車内信号が採用されている区間でも閉塞区間を示す必要があるため、代替として出発標識が設置される
腕木式によって設置する場合は、赤色地の方形板に白色の帯線を入れた羽が用いられていた（場内信号機も同様）。

#### 閉塞信号機

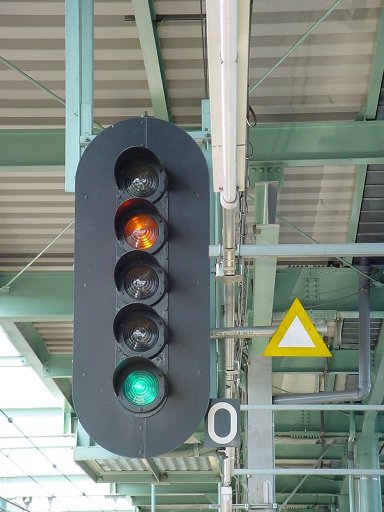
小田急電鉄下北沢駅（地上時代）の第0閉塞信号機（減速現示）

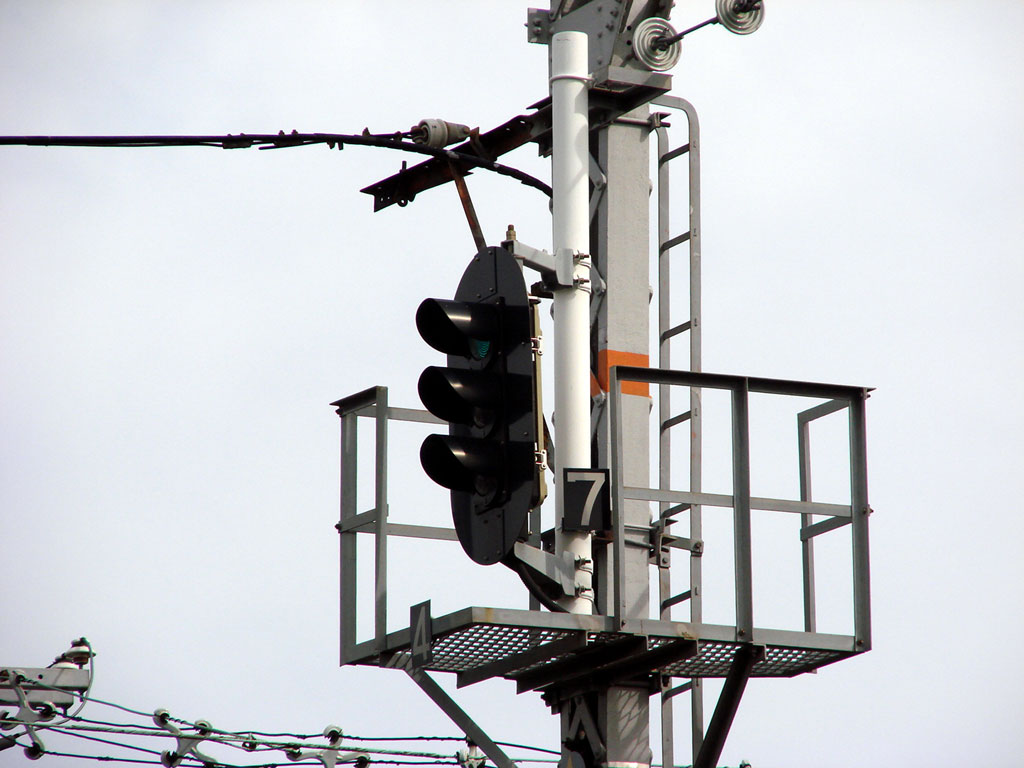
JR西日本の一部線区の閉塞信号機
運転士向けの識別標識(4)と信号係向けの識別標識(7)が設置されている。

閉塞信号機は自動閉塞式の区間で、分岐器や線路の交差などが存在しない閉塞区間の始端に設けられる自動の信号機である。二位式の信号機は用いられず、三位式の信号機のみ用いられる。閉塞信号機には閉塞信号機が設置される数や建植される位置は運転曲線や現地での地形などを考慮して設定される。
閉塞信号機は場内信号機や出発信号機と同様の形状をしており、これらと区別を図るため「閉そく信号機標識」が設置される。この標識によって停止現示のときに一旦停止したあと15 km/h以下の速度で次の閉塞に進入することを許可し、信号機の番号を表示の役割も持つ。
閉塞信号標識により表示された閉塞信号機は以下のように区別される。
- 場内信号機の外方より第一閉塞信号機、第二閉塞信号機、第三閉塞信号機…と区別される場合（次駅に列車が近づくにつれ数字が減ってゆく）
- 路線の距離程に固有番号を組み合わせた番号にして区別される場合

動作は前方の信号機と連動しているため、場内・出発信号機と違って人為的操作はできない。ある閉塞信号機がどのような現示をするかは、その内方の列車の有無と信号現示によって左右される。
閉塞信号機の設置位置はその線区を通過する列車の本数や線路容量を考慮して決定される。ただし、単線区間においては停車場間で上下1基を原則とする（曲線や見通し、ダイヤ構成などによって必要性がある場合は複数基設置することもある）。
単線区間の場合、同一方向に対しては列車が続けて運行できるよう閉塞信号機の現示が出されるが、反対方向に向かう列車に対しては停止現示が出される。
高密度運転区間の停車場では、場内信号機と出発信号機の間での運転時隔（列車どうしの時間的な間隔）を短縮する目的で「0号閉塞信号機」が設けられることがある。場内信号機を複数設けることも可能であるが、絶対信号機（後述）であるため停止現示でこれを超えての運転が許されておらず、代わりに規則の緩い閉塞信号機を設置することで運転時隔の短縮を狙う。この信号機を設置することで運転時隔を十秒から数十秒の範囲で短縮可能とされている。

#### 誘導信号機

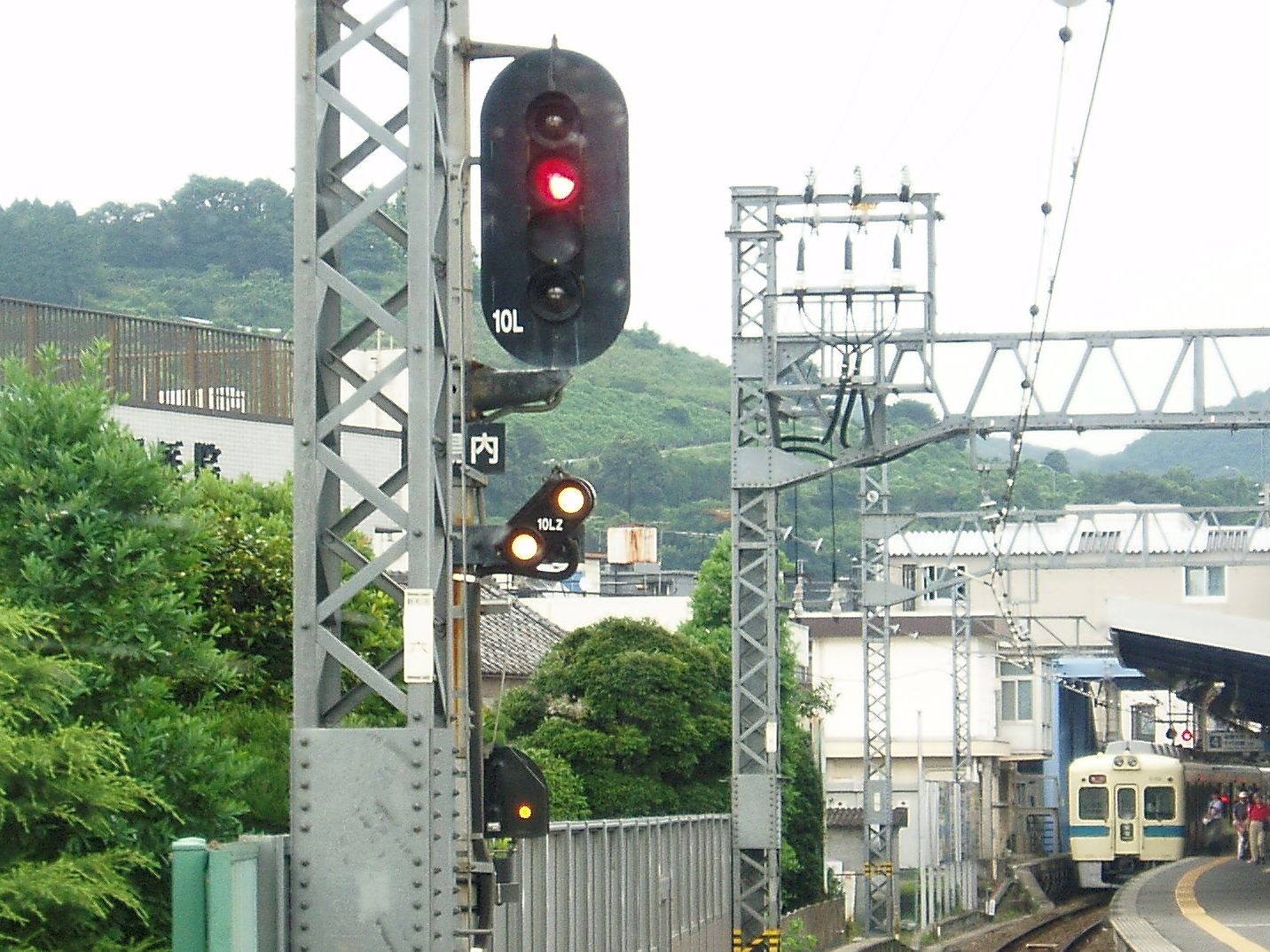
誘導信号機の例 （灯列式・場内信号機の下の斜め2灯）

通常1閉塞には1列車しか入れない。これによって鉄道は安全を保っている。しかしこのルールを守っている限り、2つの列車（車両）が連結することはできない（2車両共には当該閉塞に入れないので連結しようがない）。駅構内の入換においては操車係の誘導により車両を移動することは可能であるが、頻繁に併結作業が行われる場合は業務の効率化を目的に誘導信号機が設置される。この誘導信号機の進行現示がある場合は特例として1閉塞に2列車（または1列車1車両）が入れるようになり、時速15 km/h以下の速度で先着する列車の近くまで進むことができる。運転用語では「誘導」と呼ぶ。
誘導信号機は場内信号機または入換信号機の下部に併設される。入換信号機に併設される誘導信号機はすべて色灯式である。旧「鉄道運転規則」では誘導信号機が進行現示の時は15km/h以下で運転するよう定められていた。
灯列式と色灯式の2種類があり、どちらも普段は消灯しており、列車を進入させる場合だけ点灯する。灯列式では斜め45度に白灯を2つ点灯させ、色灯式では黄灯を点灯させる。JRで使用されているものは背板を持たない。

#### 入換信号機
車両基地や駅構内などで入換作業を無誘導によって行うために設けられる信号機。運転用語としては「入信」（いれしん）と呼ぶ。停車場間を運転する列車には使われない。入換信号機は防護区間を持ち、その防護区間には軌道回路が設けられる。旧「鉄道運転規則」では入換信号機が進行現示の時は45km/h以下で運転するよう定められていた。
入換信号機を用いた入換運転ができる区間の終端には車両停止標識または車止標識が設置される。
現示方式は灯列式と色灯式の2種類存在する。国鉄やその後継のJRでは灯列式の信号機を使用している。その一方で、私鉄は旧地方鉄道法に基づいて事業者が様式や点灯方式を定めて使用することになっていた。その結果、色灯式と灯列式を使用する鉄道事業者はほぼ半分で分かれている。色灯式を用いる鉄道事業者は地下鉄に多いほか、阪急電鉄や阪神電鉄などでも見ることができる。JRで使用されているものは背板を持たない。
|          | 灯列式                        | 灯列式     | 色灯式               | 色灯式   |
| 信号現示 | 2位式                         | 3位式      | 2位式                | 3位式    |
| -------- | ----------------------------- | ---------- | -------------------- | -------- |
| 停止信号 | 白色灯水平 （白・赤色灯水平） | 白色灯水平 | 赤色灯               | 赤色灯   |
| 注意信号 | なし                          | 白色灯斜め | なし                 | 橙黄色灯 |
| 進行信号 | 白色灯斜め                    | 白色灯垂直 | 緑色灯または橙黄色灯 | 緑色灯   |

灯列式の入換信号機では停止信号を誤認する事象が多かったため、2006年（平成18年）頃から一部の鉄道事業者で停止灯を赤色にしたものが設置されはじめた。（写真参照。進行信号時は白色灯2灯で表示される）。
新幹線では同一の機構を利用して地上信号機とし、ATCを使用できない列車へ停車場に進入・進出の指示と停車場構内における車両の構内運転の指示を行う。
灯列式の場合は、JR各社では入換標識と同一の機構を利用するため、淡紫色灯の入換信号機識別標識が添装される。ただし、新幹線鉄道においては規則が逆になり、入換信号機に相当する「地上信号機」を入換標識として運用するために入換標識識別標識が用いられる。近畿日本鉄道では入換信号機と入換標識の区別を表示板によって行う。
入換信号機の場合では閉塞信号機と同じく防護区間があるため、自動閉塞区間と同様に軌道回路が連続して設けられる。入換標識には防護区間がない。

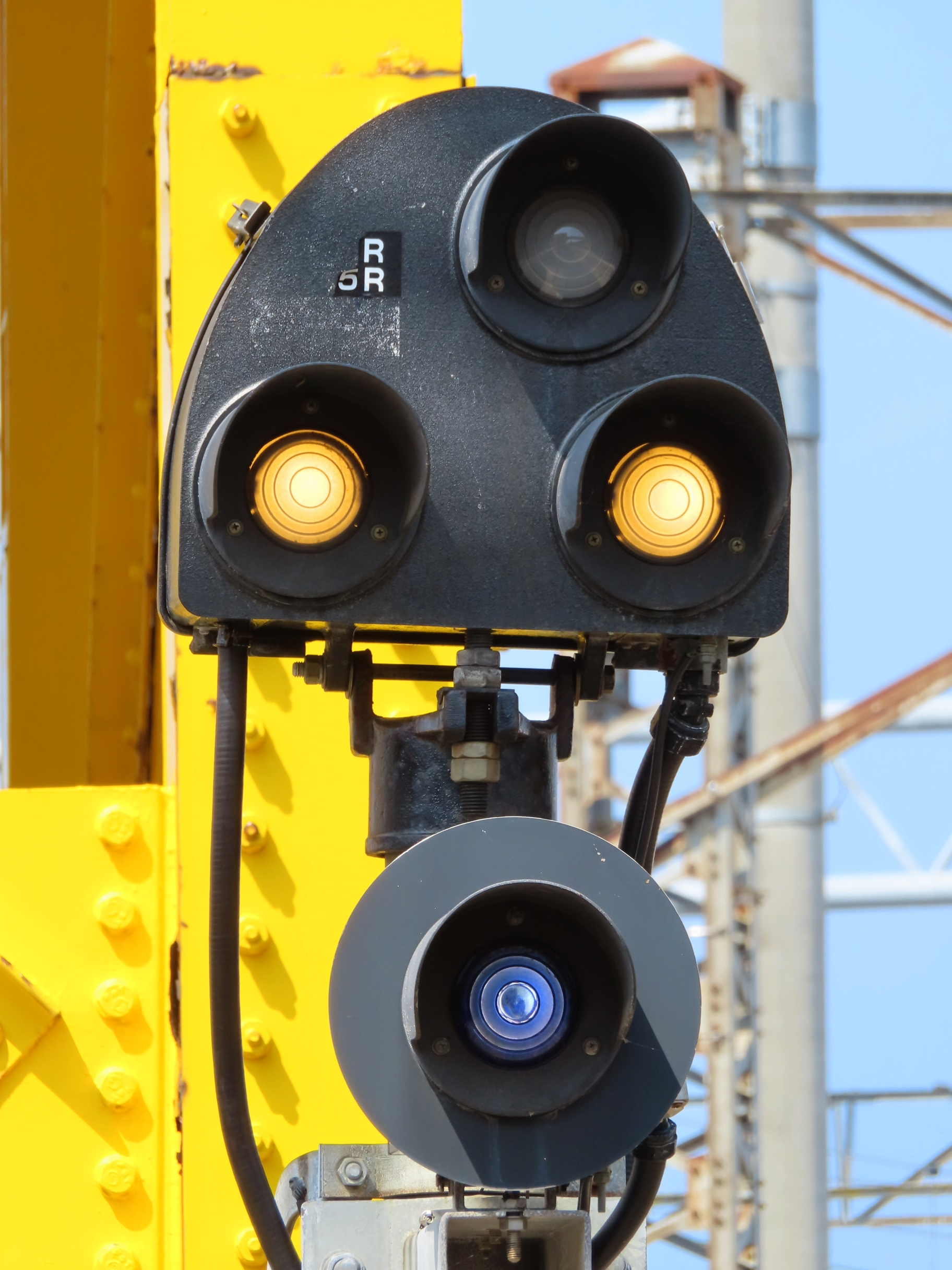
入換信号機（灯列式）
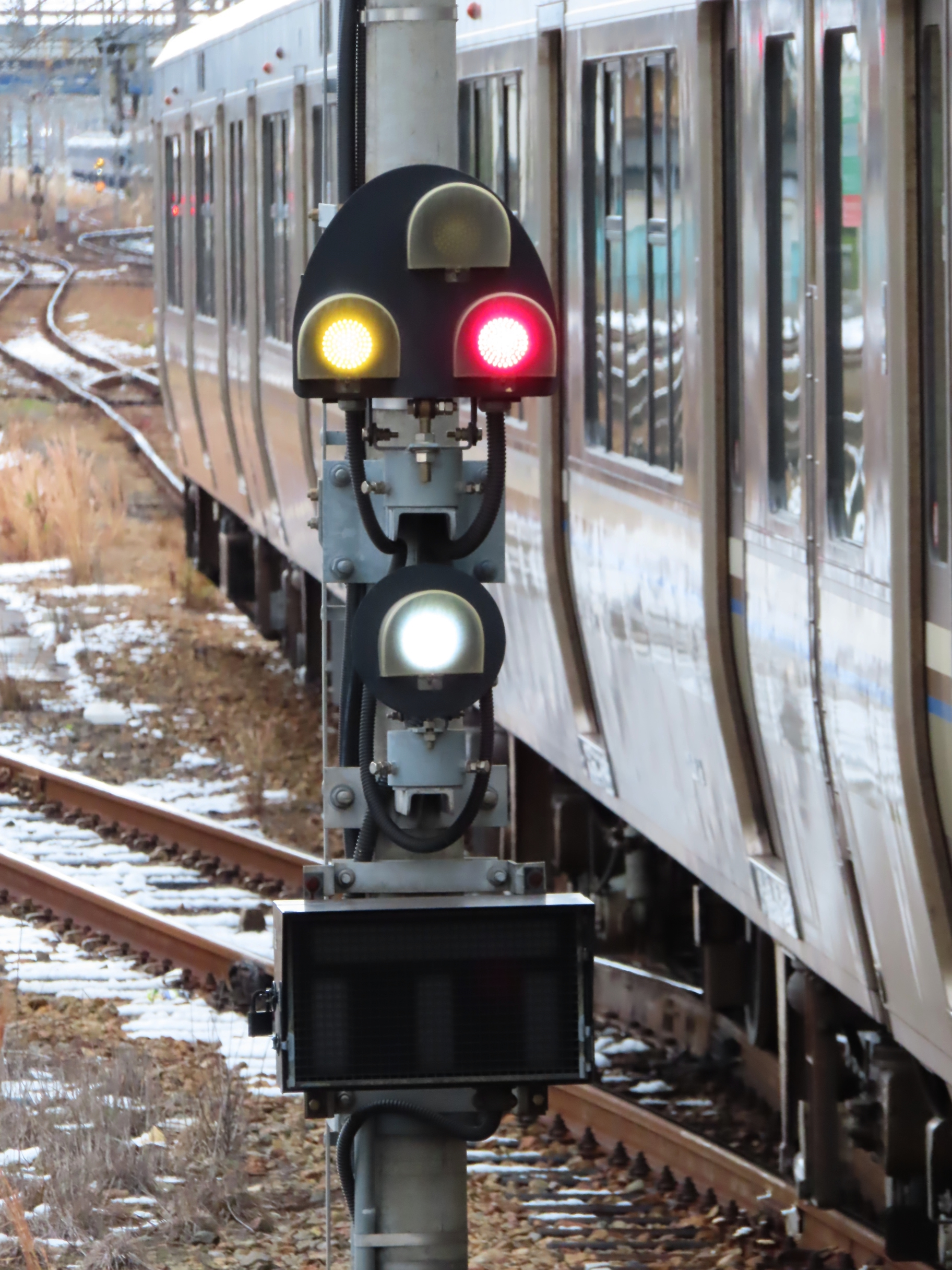
入換信号機（灯列式）。停止現示。右下が赤色となっている。
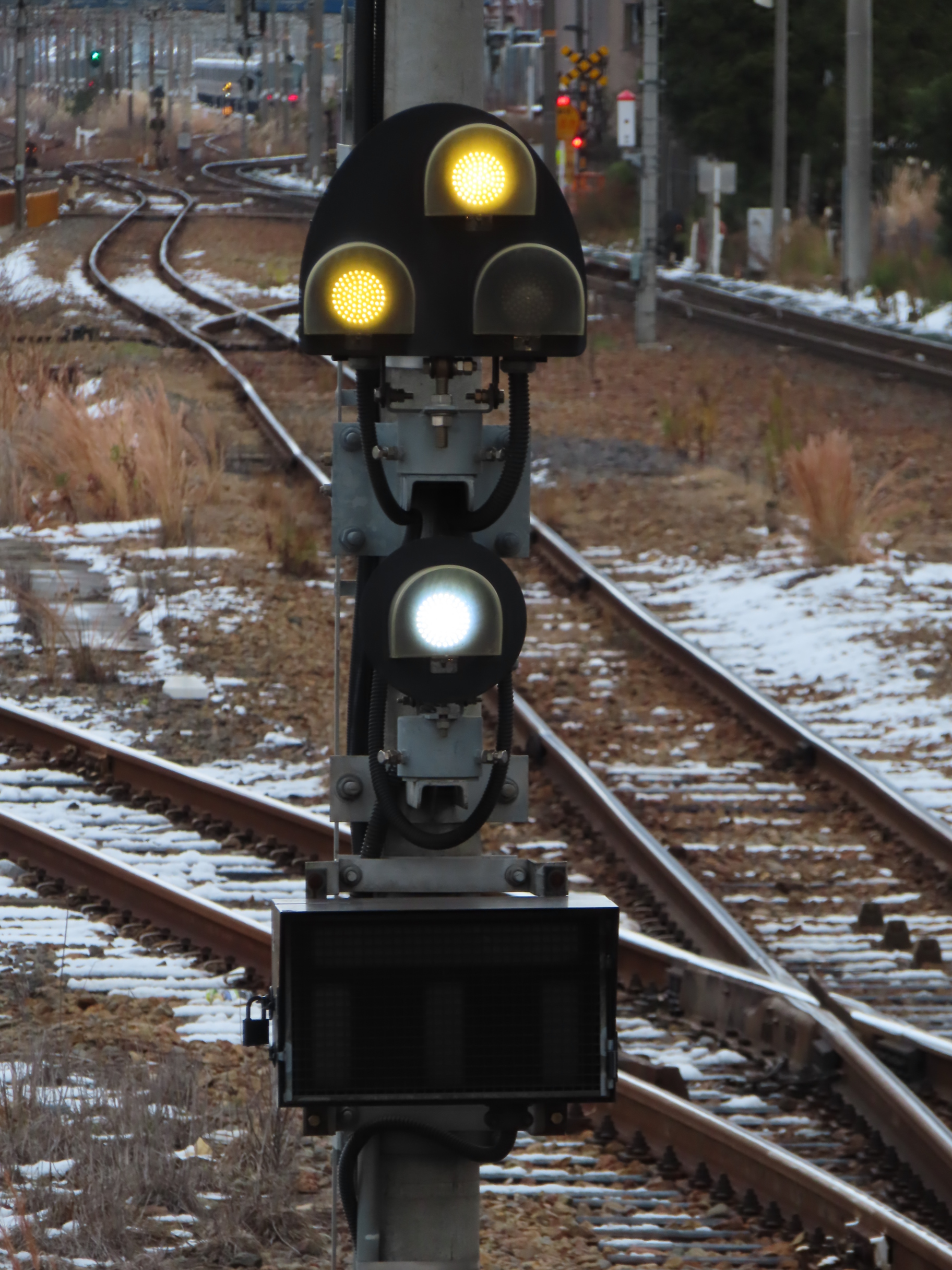
入換信号機（灯列式）。進行現示。
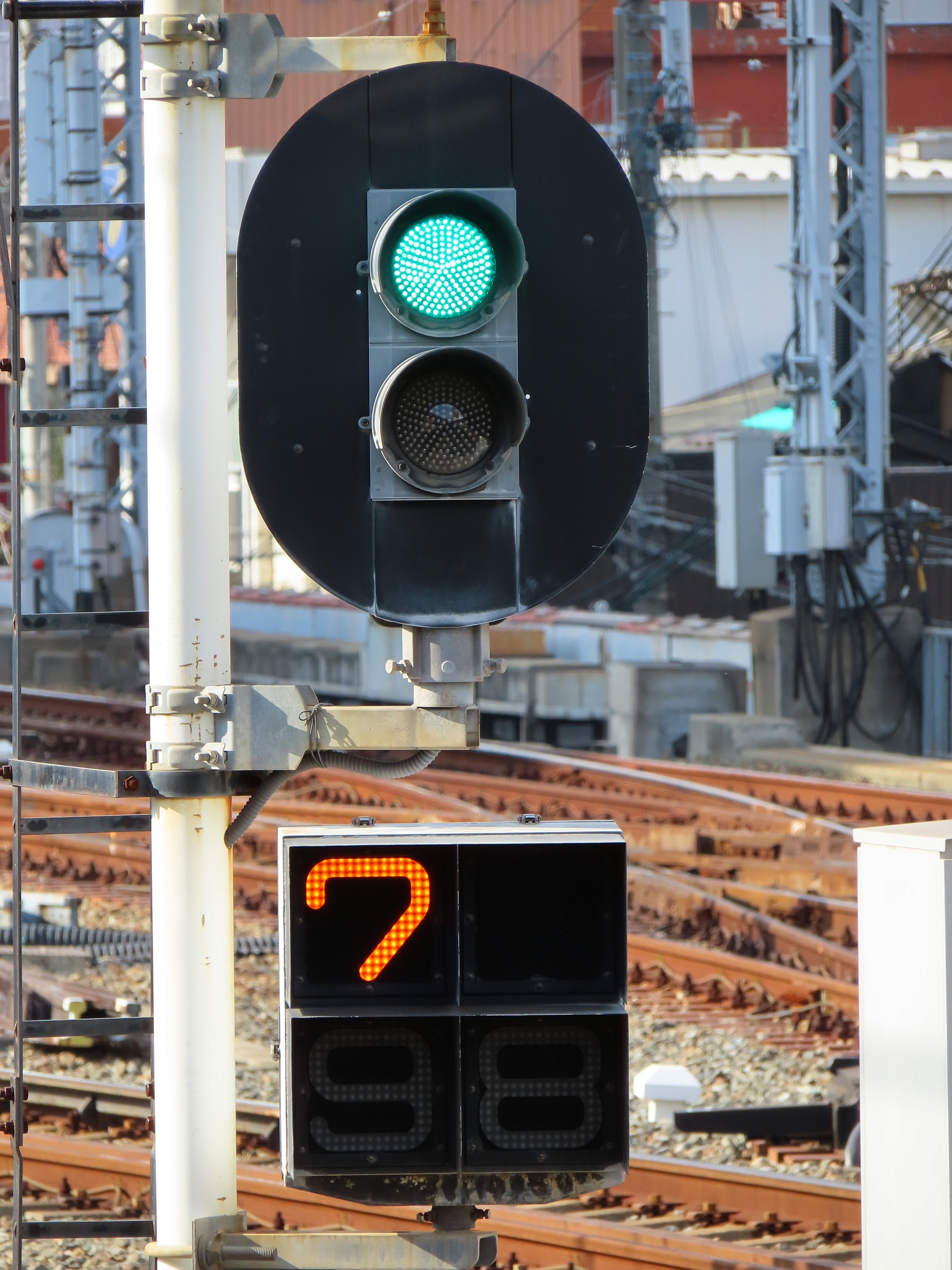
入換信号機（色灯式）。進行現示。
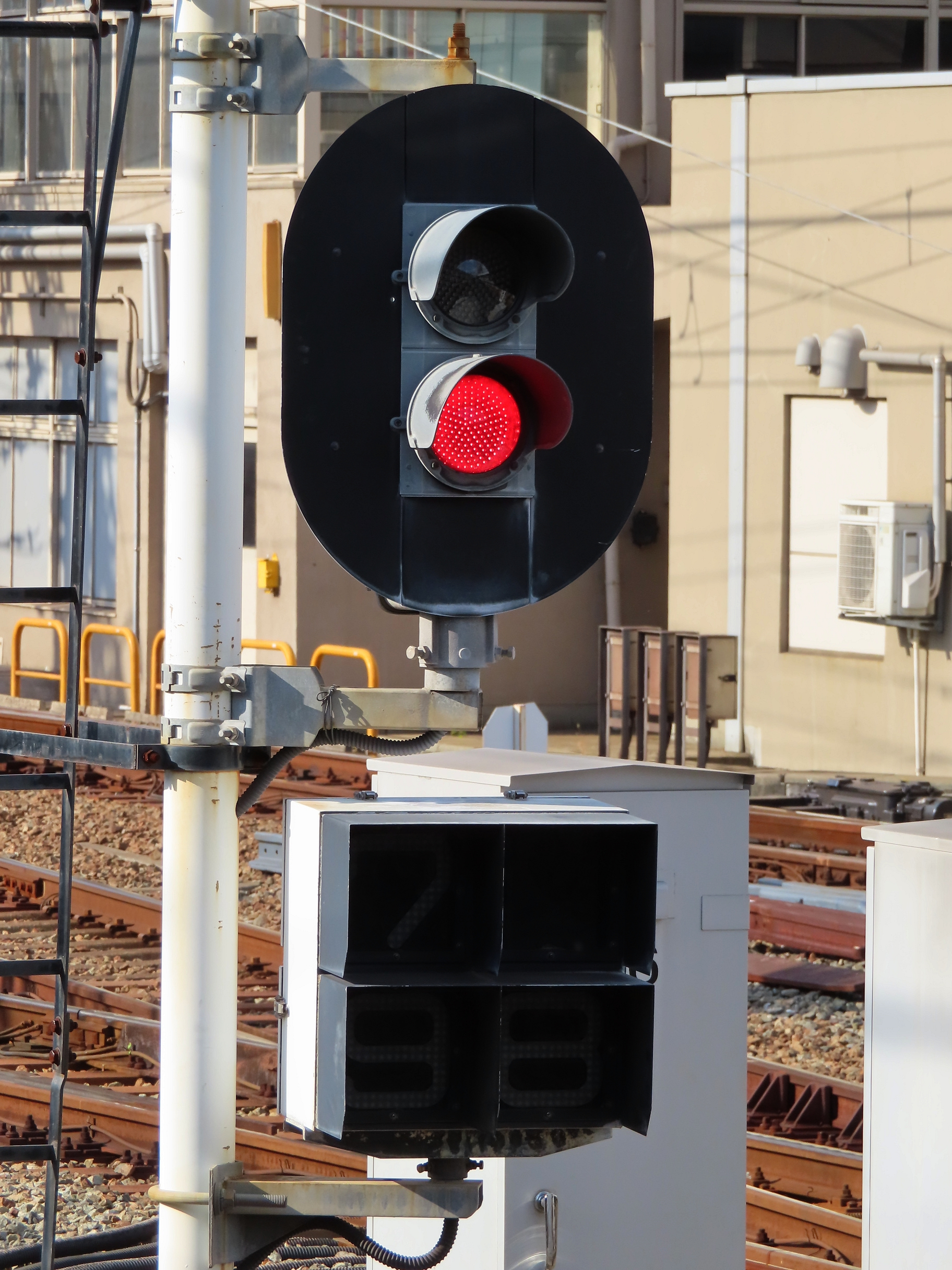
入換信号機（色灯式）。停止現示。
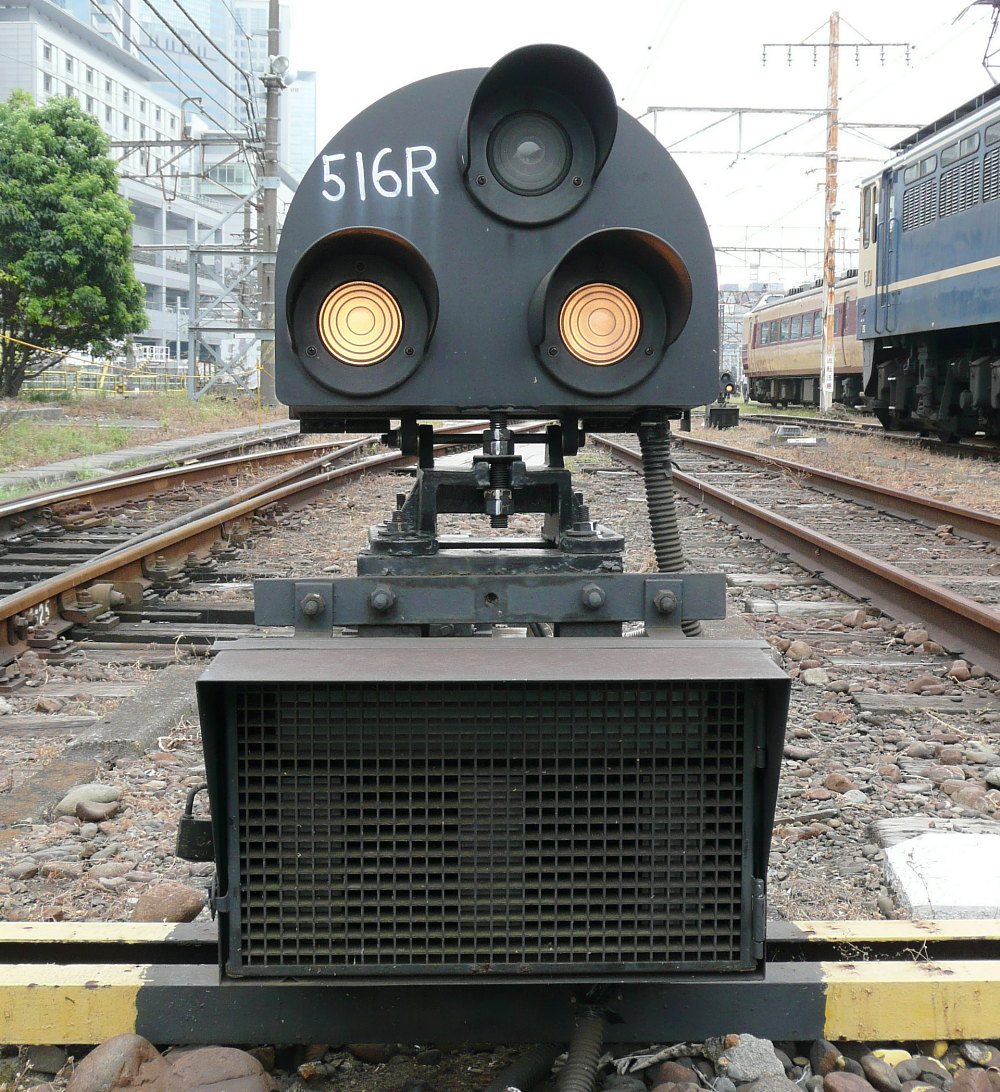
入換標識

### 従属信号機
従属信号機とは、ある信号機の現示に連動して、その信号機の現示を予告するための信号機である。従属信号機は主信号機とは異なり、防護区間は持たない。
鉄道車両は自動車と違い、ブレーキをかけても減速するのに時間がかかるので、高速で走行中に警戒信号・停止信号を認めて減速・停止しようとしても減速が間に合わず、速度超過や信号冒進（停止現示の信号機の内方に冒進すること）を招くことがある。そのため信号機から離れた場所で予告信号を出し、前方の信号に従うことができる速度まで減速するよう、運転士に注意を促す。

#### 遠方信号機

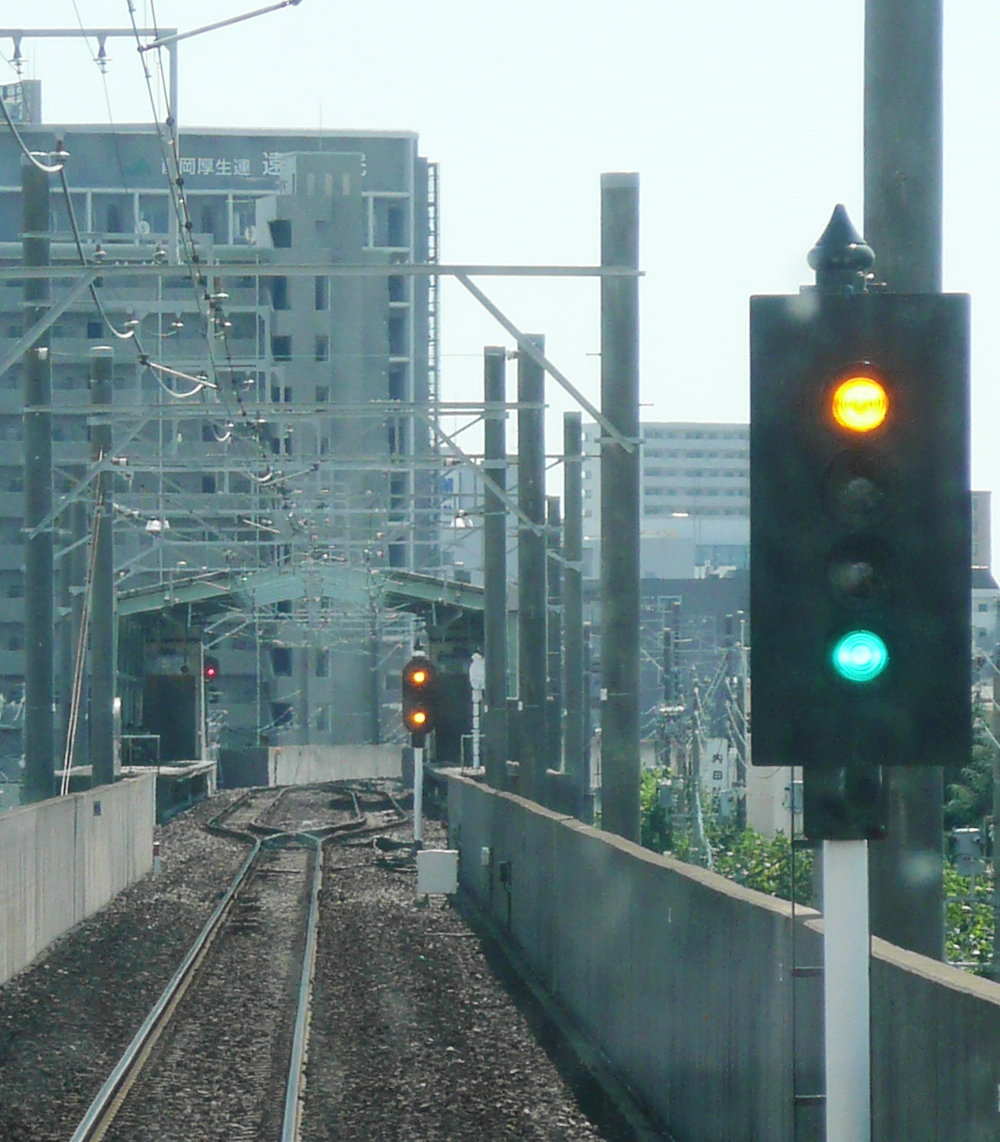
遠方信号機（減速現示）は背板を四角にして場内信号機と区別している

自動閉塞以外の方式を採用する線区において、見通しが悪いか、または通過する列車が存在する場内信号機に対して設置される。従属信号機であるが、その内方では主信号機と同様に現示による制限がかかる。
遠方信号機は単線の駅間1閉塞とした自動閉塞式（特殊）方式を採用の線区においても設置される。駅間に閉塞信号機がある自動閉塞の採用線区では中継信号機がその代わりを務める。
場内信号機の現示とそれに従属する遠方信号機の現示との対応は原則として以下の通りである。
| 遠方信号機の現示 | 場内信号機の現示   |
| ---------------- | ------------------ |
| 注意信号         | 停止信号           |
| 減速信号         | 警戒信号・注意信号 |
| 進行信号         | 進行信号           |

遠方信号機は停止を現示することはないため、停止の赤色灯は存在しない。また複数の場内信号機がある箇所では、全ての場内信号機が停止現示の場合は遠方信号機は注意信号を現示し、そうでない場合は場内信号機のうち停止現示以外のものの現示に従属する。
減速を現示する遠方信号は、対応する四灯の色灯信号機と同じ配列を用い、赤灯の位置が空きとなる。注意・進行のみを現示する遠方信号には、主に二灯式の赤を橙黄に替えたものが用いられる。色灯式の場合は背板は四角形にし、腕木式の場合は矢形で黄色地の方形板に黒色の帯線を入れた羽が用いられていた。

#### 通過信号機
非自動区間の2位式信号方式の区間で、通過列車が存在する停車場の場内信号機の下に設置される。この信号機は出発信号機に従属し、列車に対して通過の可否を示すものである。通過列車が存在する主本線に対してのみ設置され、通過に使用できない副本線に対しては設置されない。この信号機は非自動の2位式信号方式（特に腕木式信号機）の区間で、通過列車が運転する停車場で設置されていたが、遠方信号機に減速現示を加えて通過の可否を容易に判断できるようなってきたことから廃止が進んでいる。色灯式の場合は背板は四角形にし、腕木式の場合はばち形で黄色地に黒色の帯線を入れた羽が用いられていた。腕木式の通過信号機は、主に優等列車が存在する線区では優先的に自動閉塞化、色灯式信号機への交換が行われ、早期に消滅していった。
出発信号機の現示とそれに従属する通過信号機の現示との対応は以下の通りである。場内信号機の現示にも影響される。
| 場内信号機の現示 | 出発信号機の現示   | 通過信号機の現示 |
| ---------------- | ------------------ | ---------------- |
| 停止信号         | 問わない           | 注意信号         |
| 進行信号         | 停止信号           | 注意信号         |
| 進行信号         | 進行を指示する信号 | 進行信号         |

通過信号機は停止を現示することはないため、停止の赤色灯は存在しない。出発信号機が複数の場合は、出発信号機1機に対し通過信号機を1機ずつ設置する。

#### 中継信号機

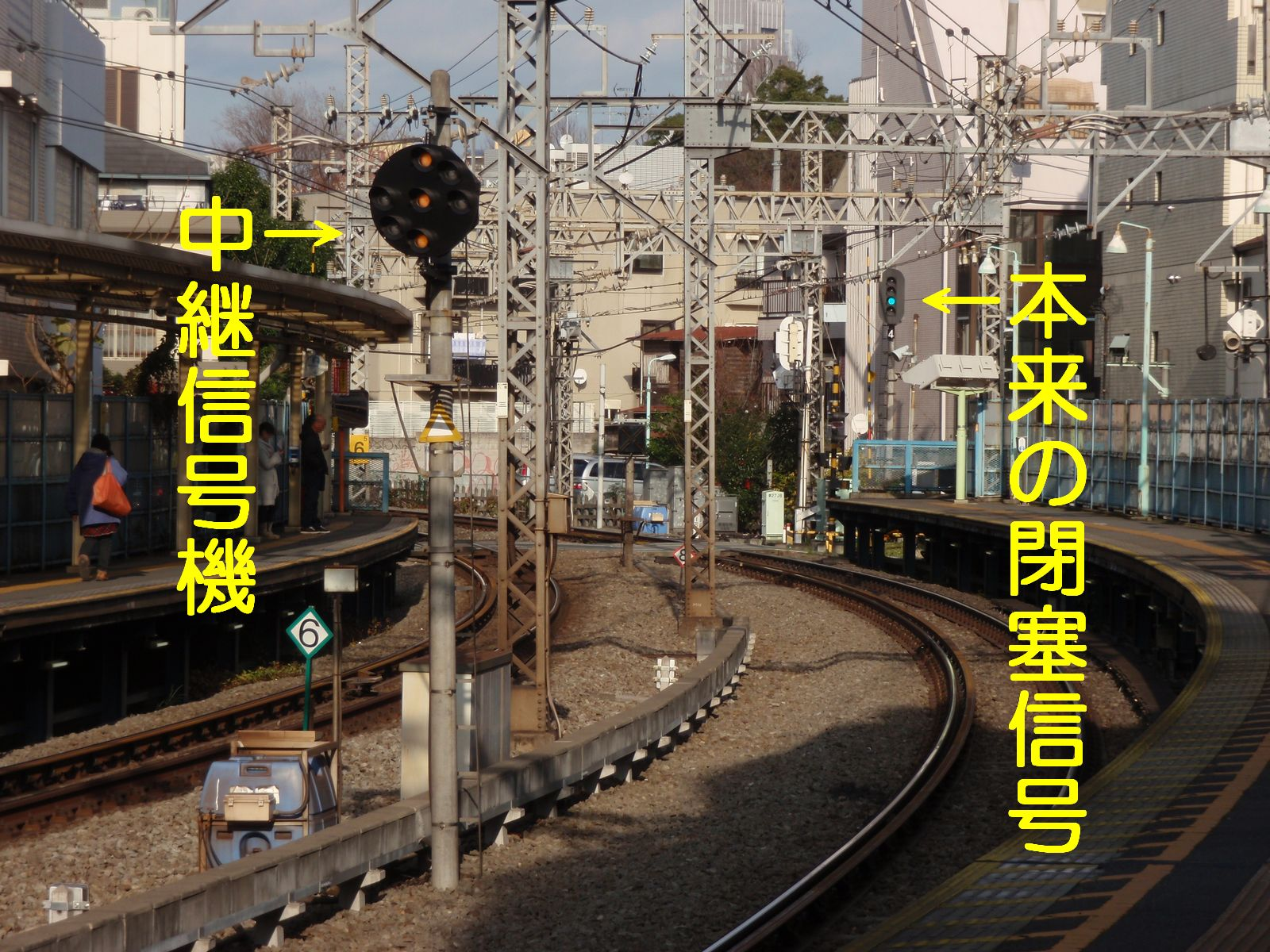
中継信号機の設置例

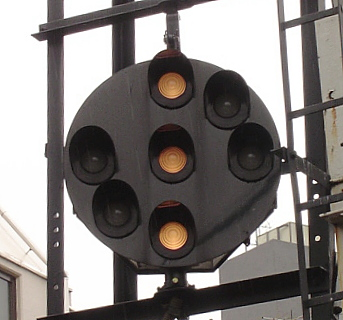
中継信号機（灯列式）

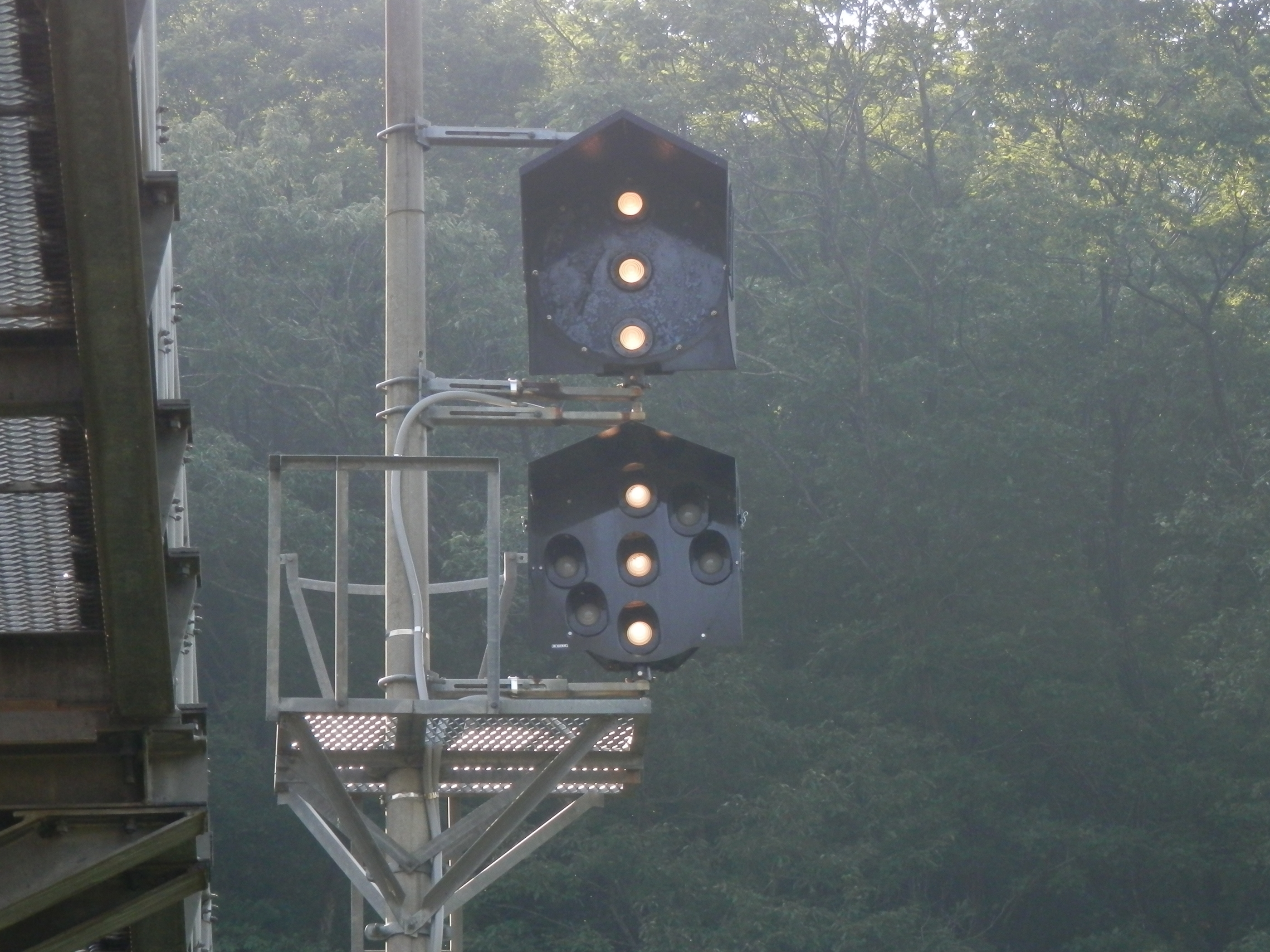
中継信号機の高速進行現示
（北越急行ほくほく線）

中継信号機は、自動閉塞・特殊自動閉塞を行う区間において、場内・出発・閉塞の各信号機に従属して、地形などで主体となる信号機が確認困難な場合にその確認距離を補う目的で設ける信号機のことである。曲線が長く続くなどの場合、複数の中継信号機を設置することもある。また、トンネルなどで取付場所が建築限界の制限を受ける場合は小型化されたものが使用される。無閉塞運転時に中継信号機を確認して先行列車がないと誤認して追突する事故が起きており、無閉塞運転の禁止や手前の閉塞信号機での現示数を増加して中継信号機を設置しないなどの対策が行われる。
灯列式
3つの白色灯の配列によって主体の信号機の現示が分かる。通常の色灯式の信号機と区別を付けるため、原則として灯列式が用いられる。高速信号現示を中継する灯列式の中継信号機の場合は二段の中継信号機を用い、上部は通常、すべて消灯している。
| 中継信号現示 | 配列               | 主体の信号機の信号現示       |
| ------------ | ------------------ | ---------------------------- |
| 進行中継信号 | 白色灯垂直         | 進行信号                     |
| 制限中継信号 | 白色灯左下向き45度 | 減速信号・注意信号・警戒信号 |
| 停止中継信号 | 白色灯水平         | 停止信号                     |

新幹線鉄道では、地上中継信号機と称し、主体の地上信号機を中継している。

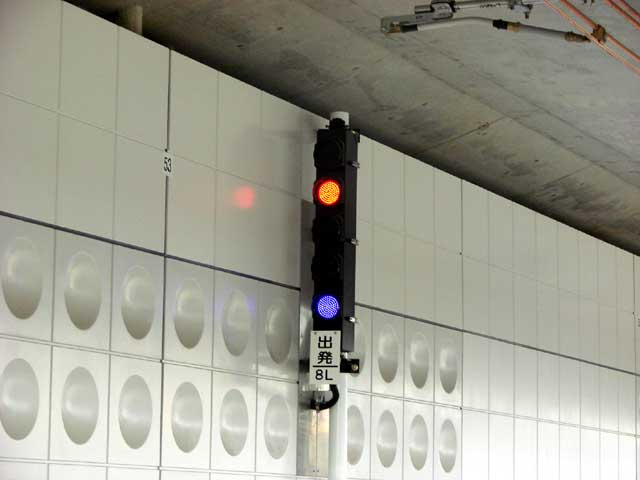
中継信号機（色灯式）

| 信号現示     | 配列               | 主体の地上信号機の信号現示 |
| ------------ | ------------------ | -------------------------- |
| 進行中継信号 | 白色灯左下向き45度 | 進行信号                   |
| 停止中継信号 | 白色灯水平         | 停止信号                   |

色灯式
地下線などで、円形の中継信号機を設置することが困難な場合は、通常の色灯式信号機に中継信号標識（常に点灯している紫色灯1つ）を設けて中継信号機とすることがある。この場合は主体の信号機と同じ現示をおこなう（重複現示）。地下鉄での灯列式中継信号機の場合、かえって照明と紛らわしくなるおそれがあるため色灯式を用いても良いとされている。

### 信号附属機
場内信号機、出発信号機、入換信号機および誘導信号機に付属するもの。

#### 進路表示機
複数の番線や複数の路線が出入りしている停車場では、場内信号機・出発信号機の上部に「冠（かんむり）」と呼ばれる識別票を取付けて、何番線への場内信号機か、何番線からのまたはどの路線への出発信号機かを区別して、通常1つの進路につき1基ずつ設置するが、スペースが確保できない等の事情により進路数と同じ数の信号機を設置することが困難な場合、1つの信号機で複数進路への信号現示を行う。このときにどの進路への進入を許可するかを表示するのが進路表示機である。
場内信号機・出発信号機・入換信号機でそれぞれ区別され、主体となる信号機に付設される。主体となる信号機が停止現示の場合は消灯している。
場内信号機には3進路用と多進路用、出発信号機には2進路用、入換信号機には3進路用と多進路用がある。多進路用は2進路または3進路用では対応できないほど進路数が多く、また多進路用にしても電球を使用したものでは十分な視認距離を確保するためには設備を大型化しなければならない欠点があったが、1986年（昭和61年）に京葉線東京駅で設置されたLED式の進路表示機が好評で、1998年（平成10年）から正式に設置できるようになった。
民鉄では文字、数字、矢印を表示する進路表示機の設置が多い。

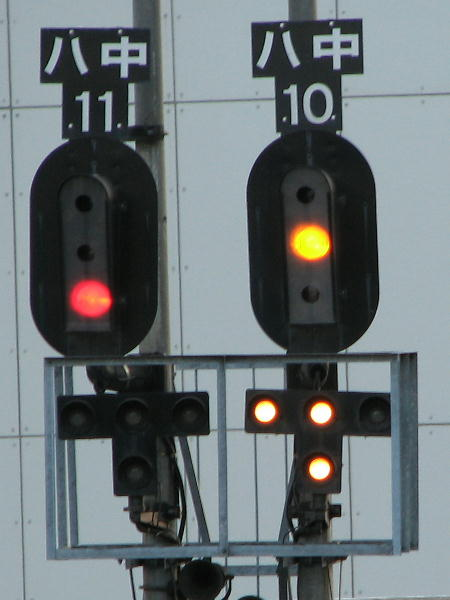
進路表示機（2進路用）上部に取付けられているのは「冠（かんむり）」と呼ばれる識別票
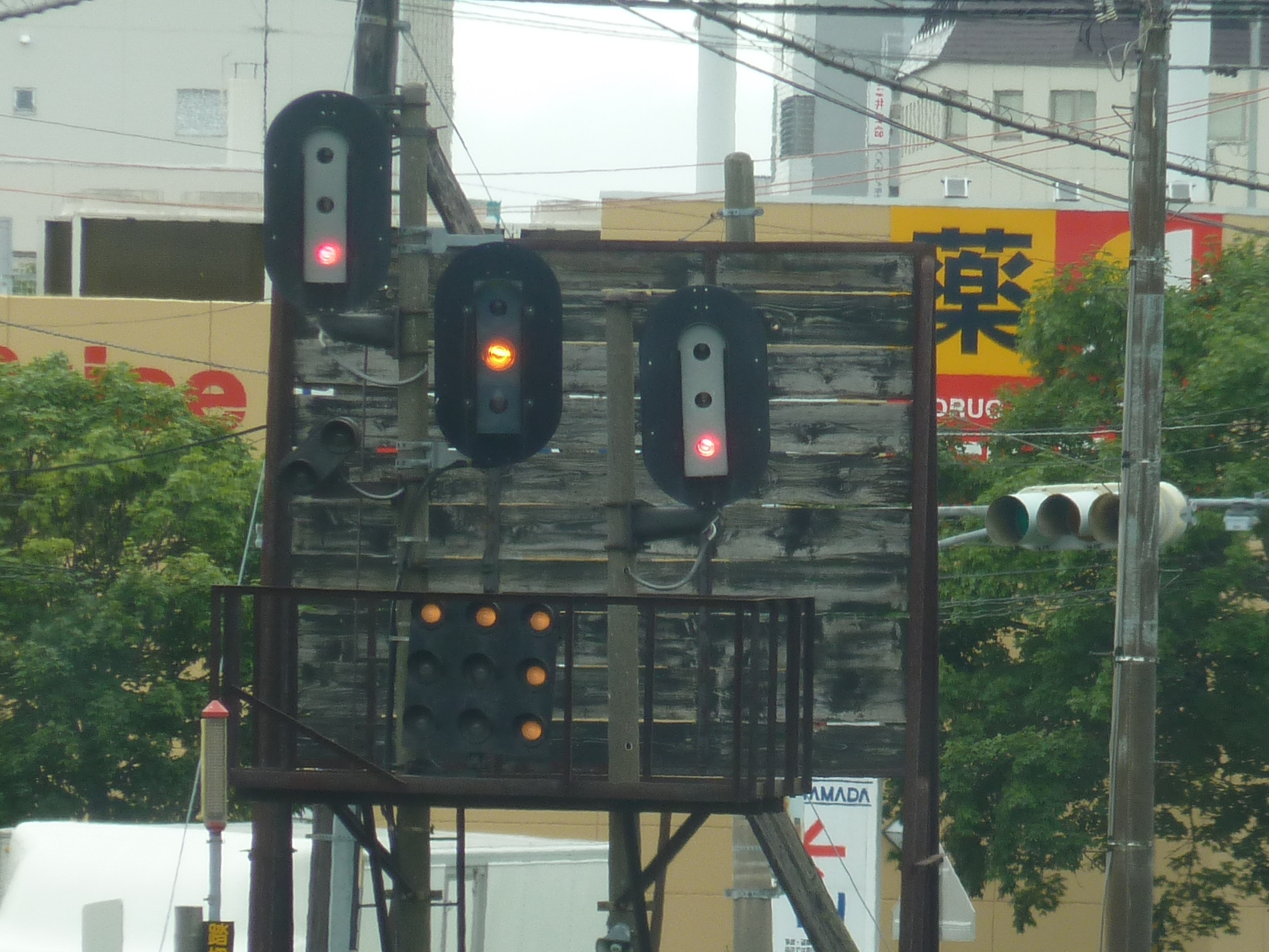
進路表示機（3進路用）
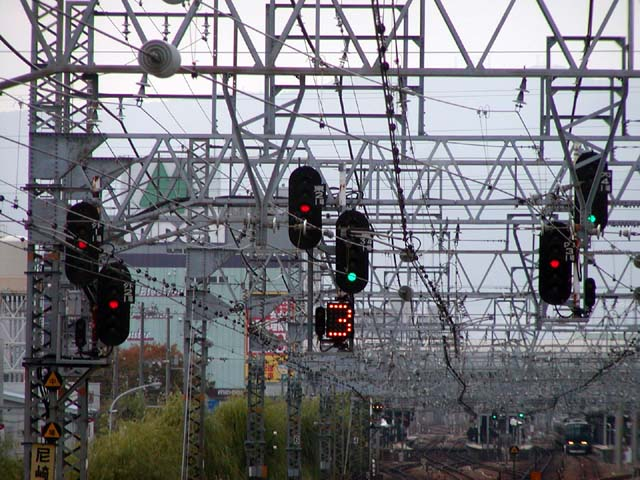
進路表示機（多進路用）

#### 進路予告機

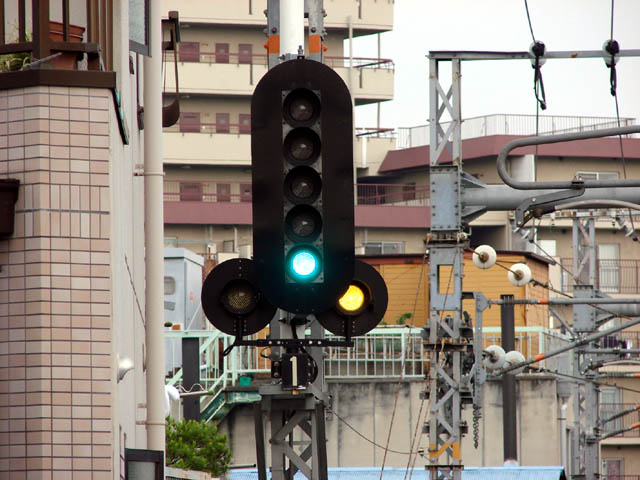
進路予告機（灯列式）

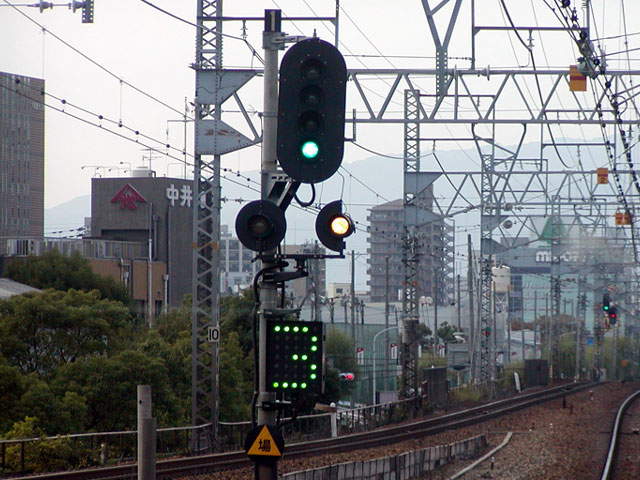
進路予告機番線表示灯

場内信号機や出発信号機で進路が2方向以上に分かれている場合、特に高速で走行する列車は分岐器の手前にある信号機の現示に応じて円滑な運転取扱いが困難であると懸念される。そのため、分岐箇所の信号機の更に手前の信号機で予め開通している線路を予告するものである。白色灯を2つ設置する場合、最大で3進路まで予告が可能である。
右図では、進路が主要な線路より右方に開通しているときを表示している。
| 点灯状態          | 分岐方向                   | 分岐方向                  | 分岐方向                  |
| 点灯状態          | 本線と左右に 3分岐する場合 | 本線と左のみ 分岐する場合 | 本線と右のみ 分岐する場合 |
| ----------------- | -------------------------- | ------------------------- | ------------------------- |
| 左右両方が点灯    | 本線が開通                 | 本線が開通                | 本線が開通                |
| 左側の1つだけ点灯 | 左方に開通                 | 左方に開通                | なし                      |
| 右側の1つだけ点灯 | 右方に開通                 | なし                      | 右方に開通                |

進路数が多い場合は数字などで開通している進路を示す方法が採られることがある。また、事業者によっては進路に対応するバーを表示する方法なども採用されている。主体の信号機が停止現示の場合は進路予告機は消灯する。
車内信号を採用している区間では主体となる信号機が地上にないため、進路予告機のみが立っていることがある。

### 常置信号機に関する用語

#### 進行を指示する信号
警戒現示・注意現示・減速現示・進行現示・高速現示・誘導信号は、信号機が防護する区間内方に進入することができることから、進行を指示する信号とよばれる。信号現示が消灯している場合は、その信号機が現示可能な最も制限される現示として扱われる。つまり、停止信号を現示することができる信号機が故障して一部でも点灯しない場合は、列車はその信号機の外方で停止することになる。

#### 許容信号機・絶対信号機
信号機の防護区間に分岐器などが存在せず、他の列車などに支障されていないことを条件に進行現示を出す信号機を許容信号機と呼ぶ。こうした信号機は、半自動信号機と区別するため自動信号機と呼ばれている。信号機が故障した場合、運転士の前方確認による無閉塞運転が可能であるが、無閉塞運転による事故を受けて指令の許可を必要としたり、無閉塞運転自体を禁止にする鉄道事業者も存在する。
一方で、信号機の防護区間に分岐器などが存在し、他の列車などに支障されておらず、かつ進路が開通していることを条件に進行を指示する信号機を絶対信号機と呼ぶ。こうした信号機は半自動信号機とも呼ばれ、場内信号機や出発信号機などが該当する。絶対信号機が故障した場合、防護区間における開通状況及び分岐器等が正常に鎖錠されていることを確認する必要がある。
軌道回路によって現示が制御されず、信号扱者によってのみ制御される信号機を「手動信号機」という。非自動閉塞区間における出発信号機、場内信号機、入換信号機、誘導信号機が相当する。

#### 進行定位・停止定位
通常時は信号現示を「進行」にしておき、その防護する区間で支障（列車の進入など）がある場合にのみ停止を現示する方式を「進行定位」と呼ぶ。自動進路制御装置（ARC）やプログラム進路制御装置（PRC）が導入されている線区において、通常は停止現示にしておき、列車が接近した時に自動的に進行現示を出す場合も進行定位として取り扱われる。自動信号機においては基本となる信号現示の方式であり、線路の交差や入換作業が少ない駅の主本線の信号機に適用される。
一方で、通常時は信号現示を「停止」にしておき、列車の運転が行われる時のみ進行を現示する方式を「停止定位」と呼ぶ。この現示方式は自動信号機以外の信号、列車の取り扱い本数が多い分岐駅などで導入される。

### 車内信号機
車内信号機とは、停車場に進入・進出する列車および、閉塞区間に進入する列車または入換運転をする車両に対して信号を現示するもの。一般的に、信号の現示は指示される速度が数字などで表示される。車内信号機の現示方式は新幹線で見られる角形速度計方式とJR在来線などで見られる丸形速度計方式の2種類に分かれる。人間工学の見地では丸形速度計方式の方が読取速度・精度は優れている。
1964年（昭和39年）に東京モノレールで日本で初めての車内信号によるATC（CS-ATC）が導入され、この時は地上信号機と同様の赤・黄・緑による現示が行われた。その後、同年の東海道新幹線開業によって数字による速度の現示が導入された。
1つの区間の信号現示は、その区間に列車が進入することで表示される。そのため、地上信号方式と比べて1区間ずれた形となっている。

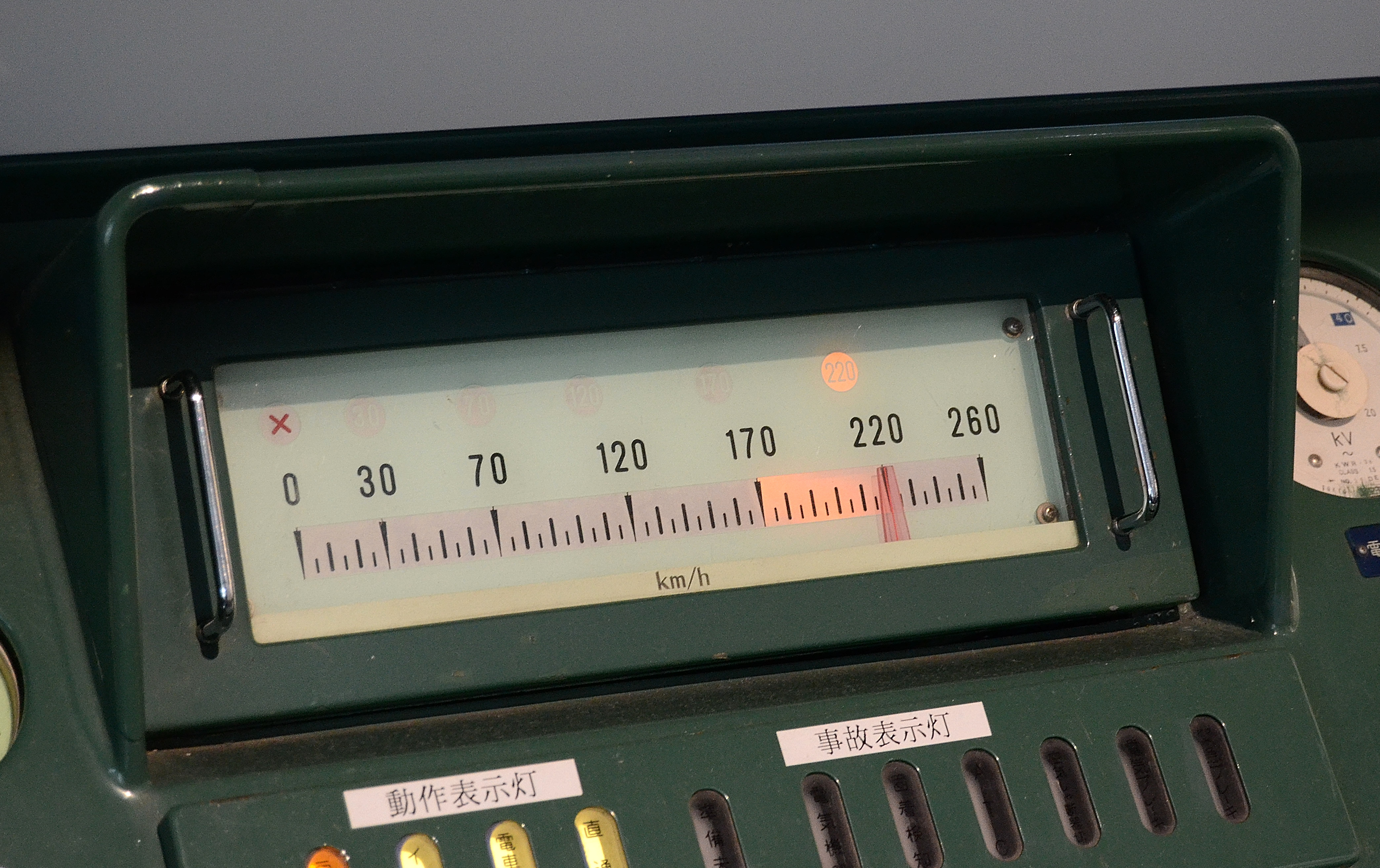
角形速度計方式の車内信号機
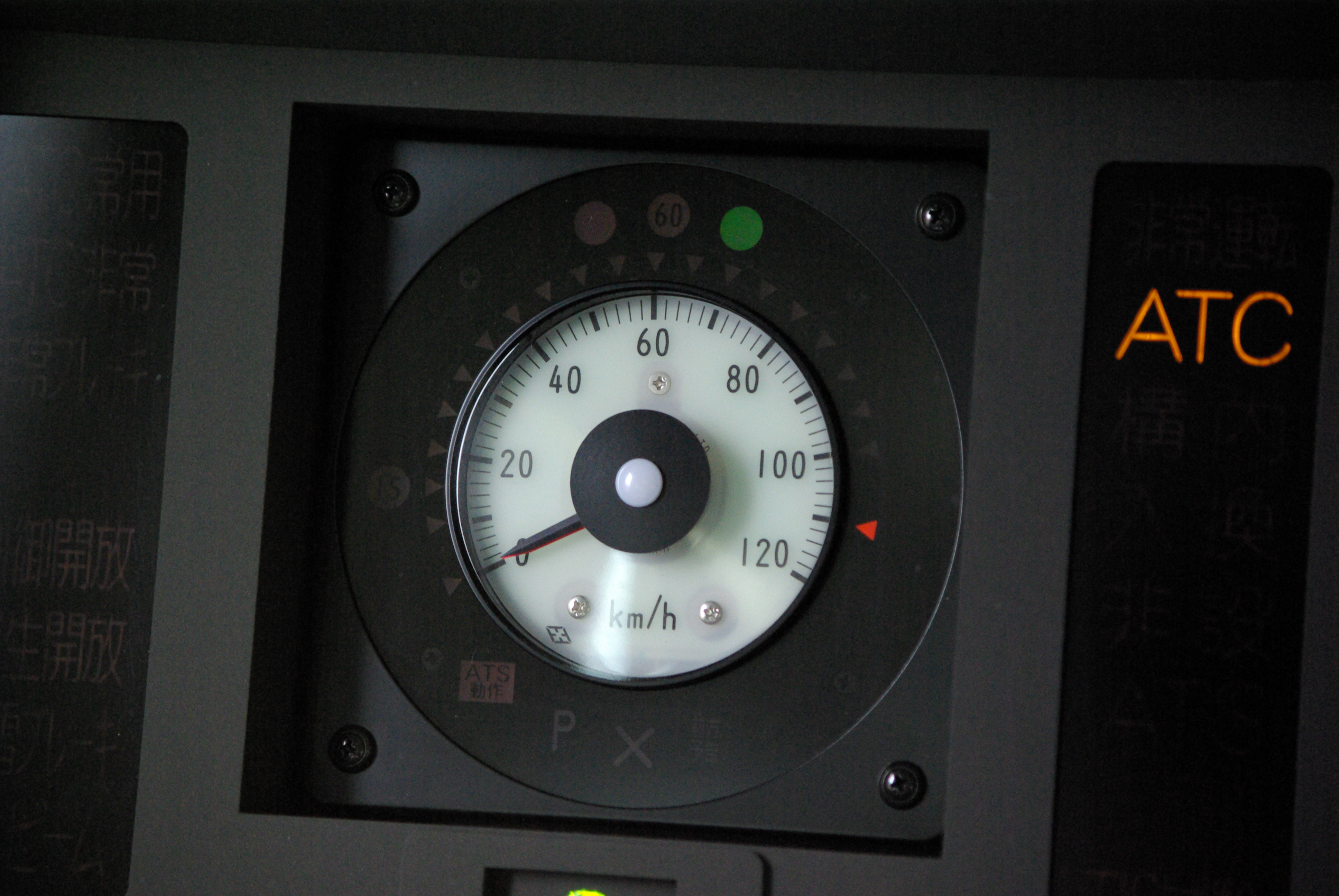
丸形速度計方式の車内信号機

### 臨時信号機
工事や災害などで一時的に列車の速度を制限する必要がある場合に臨時に設置される。反射板式で、見た目は信号機とは思えない形をしているが、信号機として扱われている。以下3種類の信号機があるが、それを1組にして使用される。列車の進行方向に対して左側に設けられるのが原則である。

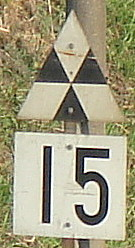
徐行予告信号機 上の三角形の表示板の白の部分を蛍光オレンジにしている事業者もある。
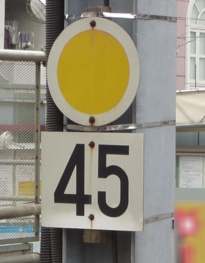
徐行信号機
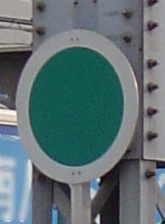
徐行解除信号機

#### 徐行予告信号機
この先に徐行信号機が設置されていることを予告するもので、徐行信号機の400 m手前に設置される。白の三角形に黒の小さい三角を組合わせたもので表され、その下には規制速度が表示された「徐行速度表示板」が設置される。事業者によっては白の部分を蛍光オレンジにしているところもある。見通しが良い場合は省略されることがある。三菱グループのロゴマークに似ているため「ミツビシ」と呼ばれることもある。

#### 徐行信号機
速度を制限する区間の始点に設置される。白いふちの付いた黄色い円盤で表され、その下には規制速度が表示された「徐行速度表示板」が設置されている。

#### 徐行解除信号機
速度を制限する区間の終点に設置される。白いふちの付いた緑色の円盤で表される。ただし速度制限解除標識と同じく、列車の最後尾が徐行解除信号の設置位置を過ぎるまで、徐行を続けなければならない。例えば編成長160mの列車は信号設置位置から160m進まないと、徐行制限速度以上に加速する事ができない。また運転士の負担を軽減するため、運転士の位置から見て、何両編成の列車の最後尾が徐行解除信号を過ぎたかを表す「徐行解除目標」の標識（例えば10両編成なら、緑色のふちが付いた白い三角形の白地の部分に「10」などと書かれた標識）を設置しているケースも存在する。徐行区間の途中で徐行速度が変更される場合は、この信号を設置せず連続して徐行信号機を設置する。

### 信号機の設置方法
信号機を取り付けるのに用いられる柱は鋼管柱かコンクリート柱で、信号機類の保守点検を行う為に点検台と梯子が設置される。この点検台は最下位にあるレンズの下方中心から下方0.7 mを標準に設置される。信号機の裏面は白色に塗装され、背面板や灯箱の内部は黒く塗装される。背面板は建築限界や他の信号機との見通しの関係で一部分を切り抜いて設置することがある。多雪地域では長い庇を設けることで積雪で信号現示が見えづらくなることを防いでいる。
常置信号機を同一の場所に2基以上並列に設けるときは以下のルールが定められている。
- 最も左側の線路に対する信号機は最も左側に設ける。
- 主要な線路に対する信号機は他の信号機よりも上位に設ける。
- 同一の柱に信号機を設ける場合は3基を上限とする。

こうした条件を満たした上で、堅牢な構造で、かつ適切な確認距離が確保できるよう設置する。
色灯式信号機の場合、信号機柱の建植位置は軌道中心から1900 mm離隔するのが原則であるが、設置場所によっては2000 mmもしくは2400 mm離隔することも認められている。複数の線路が並ぶ間に信号機柱を設ける場合は、軌道中心どうしの間隔が4080 mm以上なければならない。地上との離隔は主本線に対するものは4200 mm以上、副本線の対するものは3500 mm以上で設置するが、地面から離隔距離が小さくなる低柱で設置することもある。中継信号機の場合は一般用は4200 mm以上の高さで設置するが、特殊用は3500 mmで良い。点検台の支金下端は本線3100 mm、側線3500 mmを地面から確保する。
同一線路から複数の進路に分岐する場合、最も近接するレンズの中心点どうしの距離を基準として、場内信号機では縦・横500 mm以上、出発信号機では縦300 mm・横400 mm離して設置する。また、異なる線路が平行する場合は場内信号機で2000 mm以上、出発信号機で1000 mm以上離す。

信号機を新規に設置する場合、取り付ける前にレンズ清掃や機構内部の整備を行い、電球式の場合は柱に信号機を取り付けてから電球を挿入する。電車線路とは離隔距離が必要である。コンクリート柱の場合、段堀で掘削を行ない、根かせをUボルトで取り付け、底板を据えて水平に固定する。鋼管柱の場合、コンクリート基礎の上に柱を設置し、配線用の穴は電線に無理を与えない程度の大きさで空ける。軟弱地盤の場合は電柱基礎枠を用いて施工する。

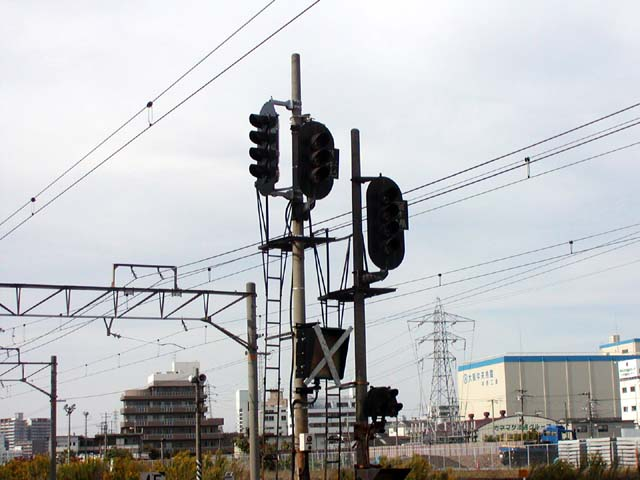
信号機の使用停止
（信号機の前面に白色の木片等を×形に取り付けたり信号機を側方に向けた例）

鉄道信号機を使用しない場合、「×印を信号機に付ける」「信号機を線路に対して横に向ける」といった措置が行われる。この措置は、信号機が故障による消灯（この場合、列車を緊急に停止させなければならない）と受け止められないようにするためである。併合閉塞によって閉塞扱いを頻繁に取りやめることが想定される場合は中間駅の信号機に信号機使用停止標を設置する。

## 手信号
信号機が故障したときや信号機が設置されていない場合に、手旗や合図灯を用いて信号を現示する。合図灯は夜間に用いられるもので、スイッチを操作することで緑色と赤色に転色できる。
手信号には、以下の種類がある。

### 代用手信号
出発・場内信号機やそれにあたる車内信号機が故障で使用することができないときに、それら主信号機の代用として使用する。通称、手代。駅の「代用手信号現示位置」と書かれた所が現示位置となり、臨時手信号によって現示する。また、出発・場内信号機の設置している場所に係員を派遣することが困難な場合は出発・場内信号機に手信号代用器を常設しており、臨時手信号の代わりに手信号を現示する。
手信号代用器は、他信号機のように地上信号機に常設されている常設型の他に、使用する時だけ持ち込み設置する可搬型の物がある。また、新幹線鉄道に建植される手信号代用器には進行現示の一灯のみしかない進行手信号代用器という物もある。この代用器の場合、単独現示では無く併設される地上信号機と共に使用される。手信号代用器は転轍器との連鎖がなく、取り扱う際は操作用スイッチの復位失念に気を付けなければならない。

### 通過手信号
通過信号機を使用することができないときに、その代わりに使用する。信号の種類は「進行」のみである。

### 臨時手信号
代用手信号・通過手信号を用いる以外で特に手信号を現示する必要がある場合の手信号。信号の種類は「停止」「徐行」「進行」の3種類あり、特に停止の場合は現示の方法も多様である。
停止手信号
閉塞に関係なく列車を緊急に停止させる場合や信号機故障の際に列車をそこで抑止（停止）させておく場合に使用するものである。昼間のみ赤色旗が使用され、昼夜問わず赤色灯で現示できる。昼間、赤色灯と赤色旗のいずれも所持していない場合は両腕を高く上げるか、緑色灯以外の灯を急激に振ることで現示する。夜間、赤色灯を所持していない場合は緑色灯以外の灯を急激に振ることで現示する。
徐行手信号
線路支障などで列車の速度を落させて運転させる場合に使用するもので、保線係員により現示される。昼間は赤色旗と緑色旗を絞ったまま頭上で交差させ、夜間は緑色灯を点滅させる。昼間に旗を所持していない場合は両腕を左右に伸ばし、緩やかに上下に動かすことで現示する。
進行手信号
信号機故障や工事などの場合に列車を進行させる場合に使用されるものである。昼間のみ緑色旗が使用され、昼夜問わずは緑色灯で現示できる。昼間、緑色灯と緑色旗のいずれも所持していない場合は片腕を高く上げる。

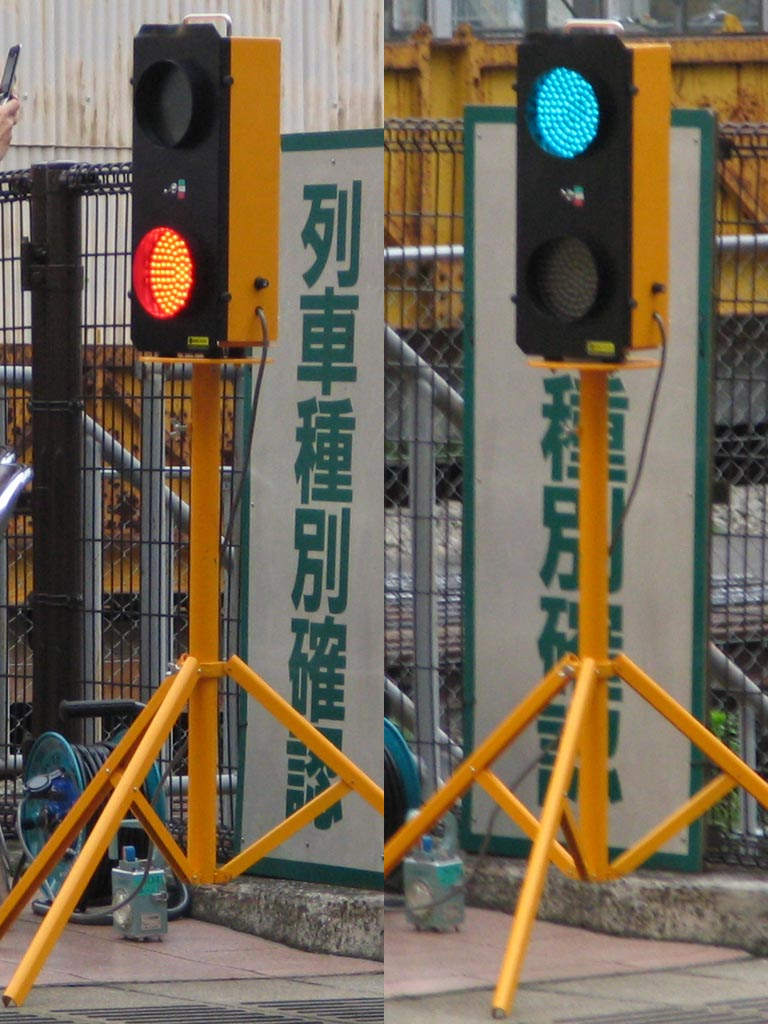
手信号代用器（可搬型）
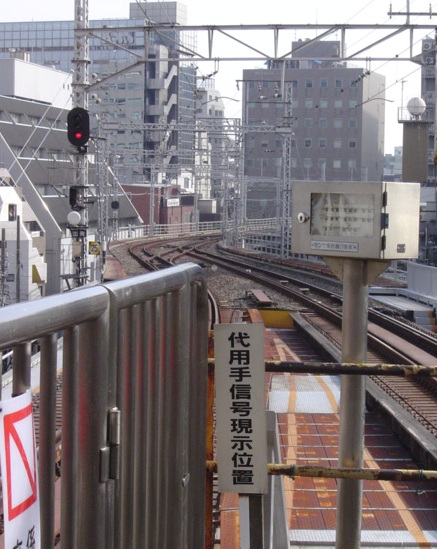
駅に表示されている代用手信号現示位置
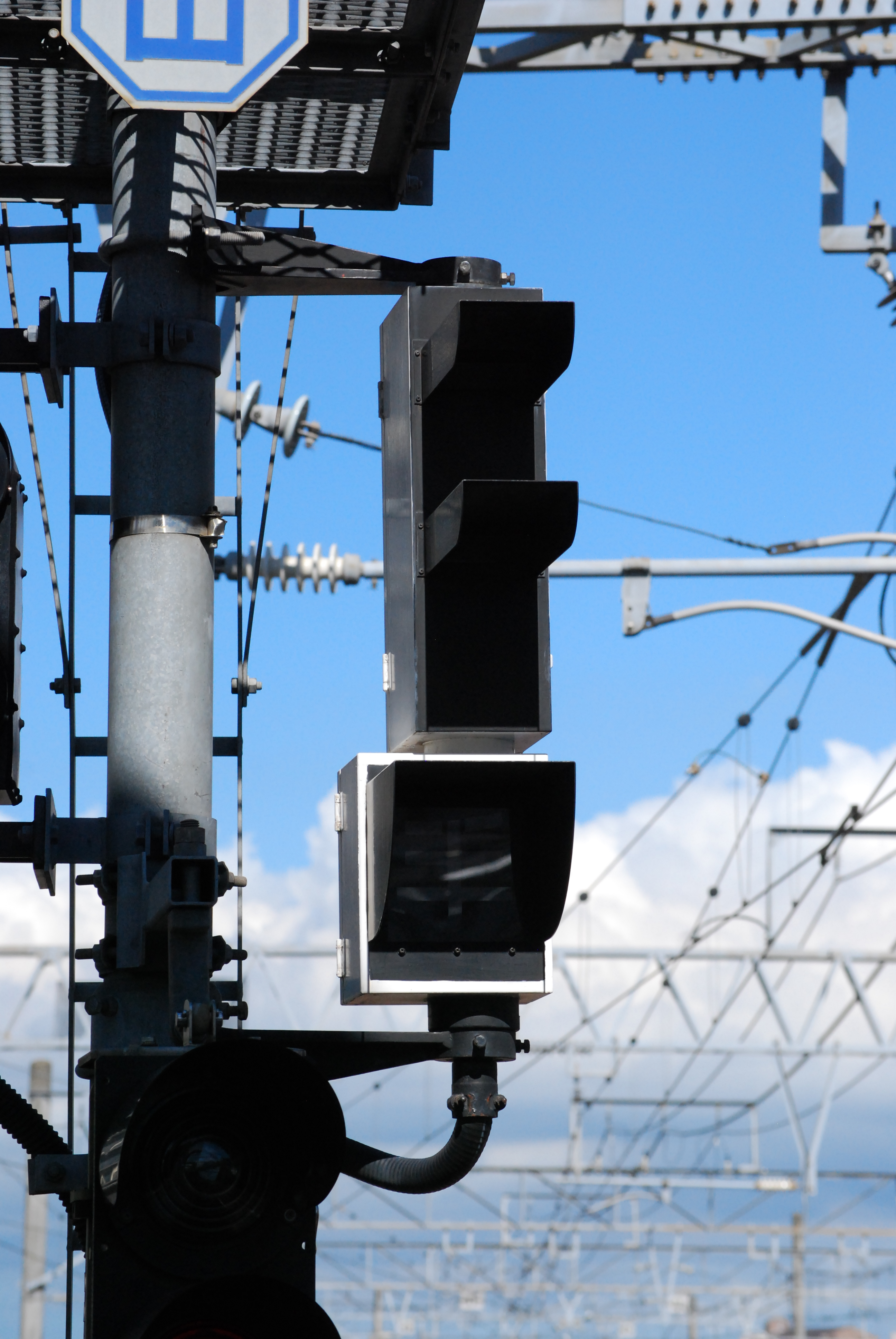
出発信号機に取付けられている手信号代用器

## 特殊信号
特殊信号は、突発的な事象によって列車を緊急的に停止させるときに用いる。種類と現示方式として以下のものがある。

### 発炎信号
信号炎管の赤色火炎により停止信号を現示するもの。係員が携帯する携帯用信号炎管、列車の屋根上に設置している車両用信号炎管、踏切付近などに設置している地上用信号炎管の3つがある。信号炎管は自動車用の「緊急保安炎筒（いわゆる発炎筒）」とは別のものである。この信号炎管は運転台や踏切警士の詰所に常備される。
また発炎信号は、列車に対して停止する限界を示す必要のある場合（例えば、伝令法で救援列車を運転し故障列車の手前に停止する時、救援列車を停止させる限界を示す）に使用することができる。
不点火を考慮して炎管を2つ同時に使用するよう求められており、別の列車が接近した際は再点灯する必要がある。
踏切内の押しボタンで発火させるタイプもある。しかしこのタイプは発炎時には補充する必要があること、また沿線で火災を起こす可能性があることから順次、点滅型の特殊信号発光機に置き換えられている。

### 発報信号
警音によって停止信号を現示するものである。運転台に設けられた列車防護無線装置のボタンを押下することで、周辺を走る列車・車両に警音を鳴らせる。

### 発光信号
灯火の明滅（点滅）によって停止信号を現示するものである。

#### 特殊信号発光機
| 特殊信号発光機。左は回転形（I形）、中は点滅形（II形）。回転形が発光すると右の画像のようになる。 |  | 特殊信号発光機。左は回転形（I形）、中は点滅形（II形）。回転形が発光すると右の画像のようになる。 |
| 特殊信号発光機。左は回転形（I形）、中は点滅形（II形）。回転形が発光すると右の画像のようになる。 |  |                                                                                                 |

| LED型特殊信号発光機（II形） |  | LED型特殊信号発光機（II形） |
| LED型特殊信号発光機（II形） |  |                             |

落石、雪崩、強風、踏切などに対して警戒を要する地点（支障箇所）に設けられる装置。特発（とくはつ）と略される場合もある。私鉄では踏切非常警報機、踏切非常警報灯と称する場合もある。平常時は滅灯しており、異常発生時に点灯して停止信号が現示される。支障箇所から800 m以上の視認距離を確保できるよう設置される。この視認距離は、異常時にのみ緊急で停止信号が現示されることから、通常の信号機の600 mに200 mの余裕を加えたものである。非常ボタンなどの取り扱いによって作動する。
現示方式は、五角形に並んだ赤色灯が連続2灯ずつ反時計回りに回転しながら点灯する「回転形」（I形）のほか、棒状に点滅する「点滅形」（II形）が代表例である。「回転型」は、人が発煙筒を右手で保持して時計回りで回転させる様子を参考とした。「点滅型」は、従来主流であった「軌道回路短絡器と信号炎管の組み合わせ」による列車防護に代わる方法として、1989年（平成元年）に製品化されたものである。信号炎管の取付台にそのまま取り付けられる形状である。私鉄では、赤色灯を4灯または2灯同時に点滅するものや、踏切が正常に動作していることを示す遮断反応灯（動作反応灯）と一体の機構となっている例がある。また、特殊信号発光機ではなく、単灯の「非常報知灯」などが同じ役割を持つことがある。
特殊信号発光機は、さまざまな使用用途がある。
| 使用用途   | 機能 |
| ---------- | --- |
| 踏切用     | 踏切内に自動車などが立ち往生した際に踏切を挟むようにして設置されている踏切障害物検知装置が自動車を検知したり、非常ボタンを押した場合に、停止信号を現示する。 |
| 落石警報用 | 危険がある崖下に落石検知線等を張り、これが切れると落石検知として停止信号を現示する。                                                                         |
| 強風用     | 橋梁上に、規定の風速より高い強風が吹いたときに停止信号を現示する。                                                                                           |
| ホーム用   | ホーム用は主に場内信号機付近に「ホーム中継」として設置され、ホームの列車非常停止警報装置や転落検知マットに連動して停止信号を現示する。                       |
| 限界支障用 | 複々線区間等列車の運転本数が多い区間に設置して、列車の脱線事故等が発生した際に二次災害が起こらないよう事故を検知して停止信号を現示する。                     |
| 携帯用     | 携帯用信号炎管の代替として、線路内作業員や列車見張員が行う列車防護のために用いられ、赤色LEDの明滅により停止信号を現示する。                                  |

この他、長大トンネル箇所などでトンネル支障による事故から列車を防護するためトンネル入口に設置しているもの、工事用、船が橋梁に衝撃しその影響で線路が歪んだことを検知する橋梁偏位用などもある。

### 発雷信号
信号雷管を列車が踏んだ際の爆音により停止信号を現示させるもの。信号雷管を30 m間隔で2個レールに仕掛け、車輪が雷管を踏み爆音を生じさせる。停止位置は必ず発雷信号による停止現示の内方になる。しかし、近年では防護無線等の発達により使用されなくなっている。

## 沿革
1872年（明治5年）の鉄道開業から場内信号機や遠方信号機の建植が行われ、現在の「進行」「注意」「停止」はそれぞれ「無難」「注意」「危害」と称されていた。しかし、これは手旗の代用として用いられており、腕木が下がっている「無難」と腕木が上がっている「危害」を遠くから見えるようにした。これは「セマフォア相図柱」と呼ばれている。その後、腕木末端が魚尾型（主信号機）もしくはV字型（従属信号機）の腕木式信号機が用いられ始めた。
その後、地方で鉄道が開業するが米国式（北海道）やドイツ式（九州）のような違いや、官営鉄道でも東西で方式に違いがあった。そのため、初期の鉄道信号機の広がりは様々な方式が折衷する中で混乱が見られたといわれている。そのため、1901年（明治34年）の「鉄道信号規程」によって官民ともに全て統一された。また、その直前の1900年（明治33年）には進行を示す信号を白色から緑色に変更している。出発信号機が本格的に運用されるようになるのは大正時代に入ってからである。
1904年（明治37年）に甲武鉄道で日本初の直流軌道回路による自動閉塞式を採用した際、米国のUSS社から輸入した円板式信号機（バンジョー型信号機）が使用された。また、現在見られる多灯式色灯信号機が用い始めたのは京阪電気鉄道であり、これは米国のUSS社から輸入して1915年（大正4年）から使用開始となった。官営鉄道における色灯式信号機の採用は1920年代（大正10年代）以降であり、東京 - 有楽町が最初であった。この時、新宿駅下り場内信号機には現在の灯列式入換信号機に類似した灯列式のものが導入された。誘導信号機が生まれたのは1921年（大正10年）の規程の改正である。また、灯列式の入換信号機が導入されたのは1926年（大正15年）で、米国のUSS社から輸入された3灯式のものを使ったが、これがそのまま今日見かける灯列式の入換信号機となった。信号機に使われる電球は「A形」が用いられ、1925年（大正14年）から国産されるようになったが、1970年（昭和45年）に量産性が高い自動車用の電球を改良した「G形」の電球が使われ始めた。G形はA形と比べ、価格が抑えられ、寿命が長く、同時断線や接触不良を減らせる利点があった。
自動閉塞式の導入につれて、当時主流であった機械式の腕木式信号機の可動部分が故障しやすいという欠点が目立ち始めた。そして、色灯式信号機は視認性も良く、保守作業の手間もかかりにくいとして鉄道信号の主流となっていった。単灯式の色灯信号機は1933年（昭和8年）に採用されたが、1965年（昭和40年）の運転保安設備基準規定および信号設備基準規程の制定に伴い順次姿を消していった。レンズ径ははじめは甲形（外径8インチ）と乙形（外径6インチ）の2種類を汽車線用（前者）と電車線用（後者）で採用されたが、レンズの改良に伴い乙形でも十分な視認性を確保できることから乙形を採用することになった。
電力を削減するため、列車の接近によって信号機が点灯する方式も検討されたことがある。愛知電鉄の美合駅では1933年から列車が接近したときのみに点灯する信号機を採用し、数年間で31パーセントの電力を削減した。一方で、国鉄でも東海道本線の大船 - 平塚で試験したが、運転士からは旅客線と貨物線の並行並行区間では紛らわしいと不評で本採用には至らなかった。
1957年（昭和22年）に信号現示の確認距離が600 m以上になったことに伴って中継信号機が生まれ、入換信号機と入換標識の分離に伴い入換信号機には入換信号識別標識を取り付けることとなった。中継信号機の設置が進んだが、1965年（昭和40年）には確認距離が不足する信号機に対してはその外方にある信号機で列車の速度を制限する信号を現示（例えば注意信号の外方では減速信号を現示する）することとして設置を抑制することになった。
1990年（平成2年）に信号機の筐体の軽量化が図られ、1991年（平成3年）に営団地下鉄で日本初のLED式信号機が導入され、1995年（平成7年）4月には阪神・淡路大震災の復旧として大阪 - 神戸間のLED式色灯信号機が導入された。また、白色LEDの開発により入換信号機識別標識に用いられる月光色の表現が可能となったため、2002年（平成14年）以降に入換信号機のLED化が行われるようになった。

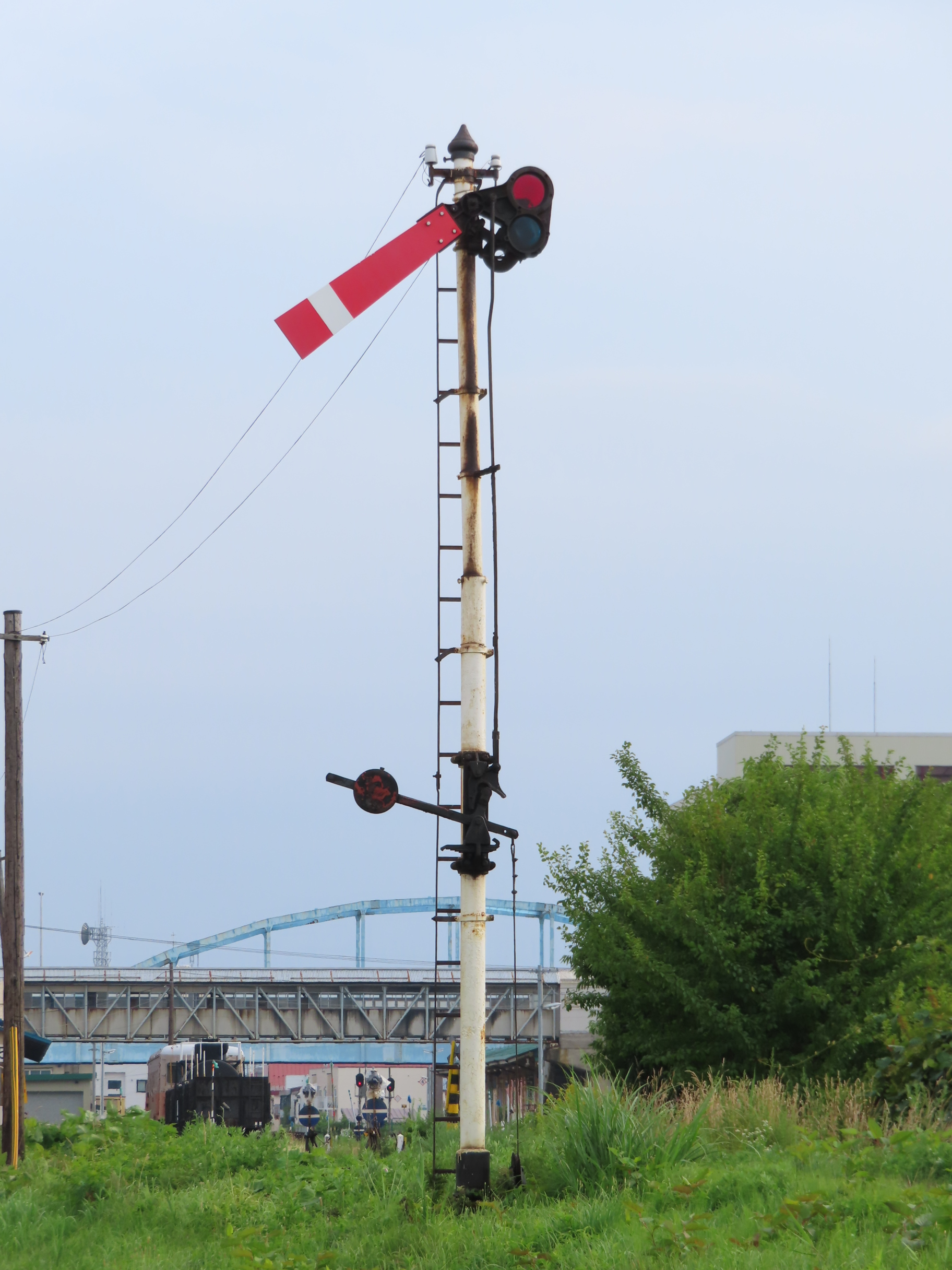
五所川原駅の場内信号機として使われている「腕木式信号機」

2005年6月28日にJRで最後まで腕木式信号機が残っていた八戸線陸中八木駅の腕木式信号機が色灯式に置き換えられJRのすべての駅から腕木式信号機が消滅し、現役で使用されている腕木式信号機の残存箇所は津軽鉄道金木駅・五所川原駅のみとなった。列車本数が多くなく、観光資源として有用であり、一部の部品の供給がある2021年現在は撤去・更新の予定はないという。国鉄や大手私鉄の大都市路線ではおおよそ1960年代、ローカル線や中小私鉄でも1980年代には自動化され廃止される例が多かったが、一部のローカル線や私鉄では2000年代初期まで使われていた。また、相対的に列車本数が少ない貨物線や専用線では、自動化にかかる費用との兼ね合いで、ごく最近まで腕木式信号機を使用し続けている例が見られた。例えば福島臨海鉄道では2015年まで、小坂製錬小坂線は2009年の路線廃止まで使われ続けていた。腕木式信号機の中には「停止」・「注意」・「進行」の3つの現示を表示できるものも存在したが、筑豊本線筑前内野駅 - 筑前山家駅間に残っていたものが1960年（昭和35年）3月3日に色灯式に置き換えられ消滅している。一方で、単灯式信号機は1936年（昭和11年）に奥羽本線で導入されたのが最初で、1995年（平成7年）11月9日に北海道ちほく高原鉄道の上常呂駅で使用を終えたのが最後であった。